# Aviazione

La storia dell'Aviazione attraverso alcuni mezzi o momenti storici.

L'aviazione è il complesso delle attività che coinvolgono qualsiasi tipo di apparecchio adatto al volo (aerodine), incluse le attività tecniche e scientifiche, il personale, le organizzazioni e gli enti regolatori interessati. Per estensione può includere anche gli aerostati.
Suddivisa in aviazione militare e aviazione civile, ha avuto degli sviluppi notevoli nel corso degli anni, soprattutto per le sperimentazioni e le ricadute tecnologiche dovute all'uso delle aerodine a scopi militari; anche l'astronautica, attraverso i programmi spaziali dei vari paesi coinvolti nella corsa allo spazio, ha fornito materiali e stimoli all'evoluzione, e in alcuni casi c'è stata una vera e propria convergenza tra i due settori, come nel caso dello Space Shuttle, che decolla come un razzo ed atterra come un aliante.

## Storia

### Il XVIII secolo e primi esperimenti

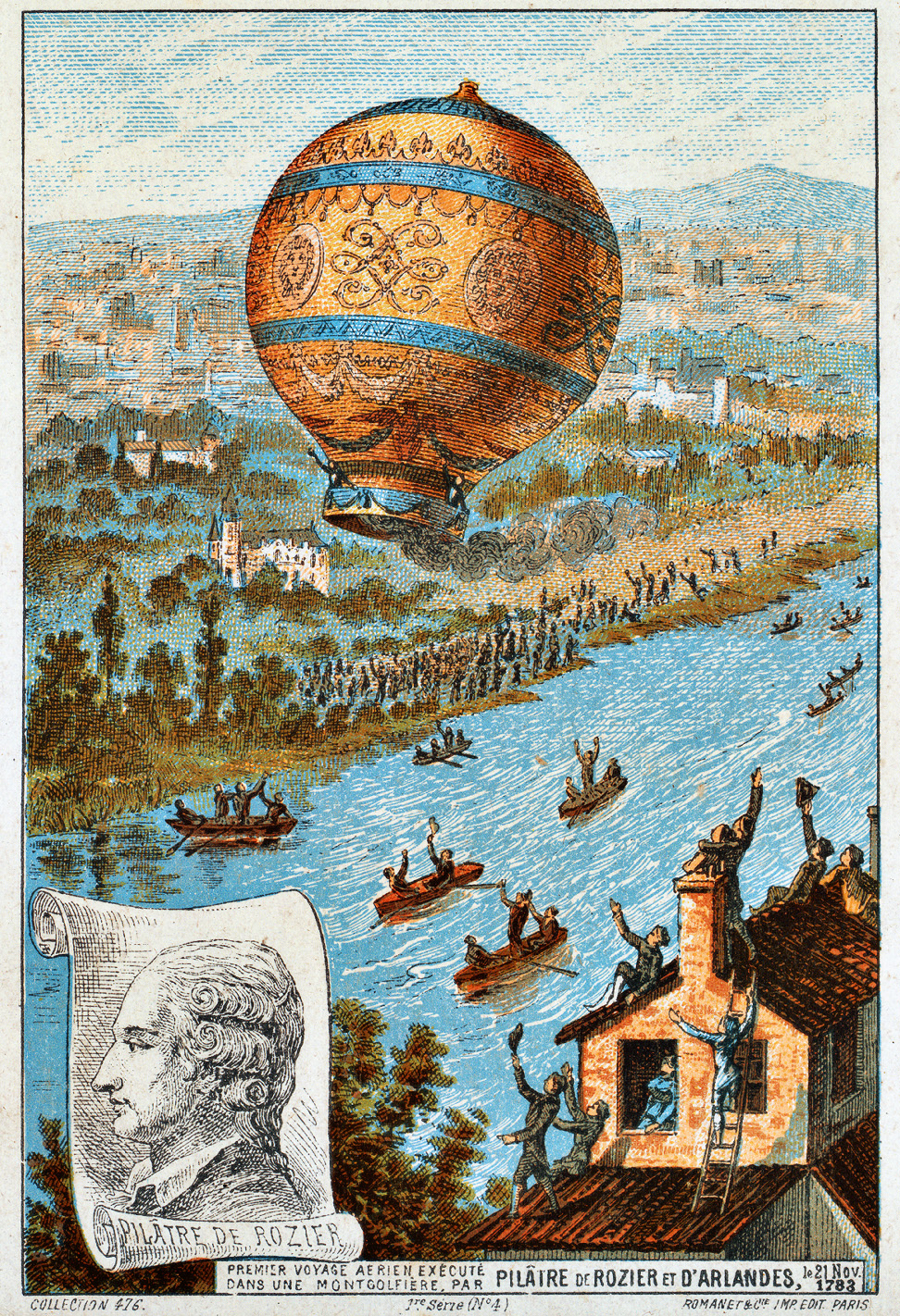
Primo volo di Jean-François Pilâtre de Rozier e d'Arlandes il 23 novembre 1783.

Se è vero che spesso le ricerche e le sperimentazioni delle nuove tecnologie furono finanziate ed asservite a scopi militari, e l'aviazione non fa eccezione, vi furono molti pionieri civili che sperimentarono a proprie spese o con la propria vita la passione per il volo, gettando le basi per lo sviluppo dell'aviazione civile e consolidandone il ruolo nel nostro quotidiano.
L'età moderna dell'aviazione ebbe inizio il 21 novembre 1783 con il primo volo umano effettuato in Francia a Versailles davanti al Re Luigi XVI, alla Regina Maria Antonietta ed a tutta la corte, da Jean-François Pilâtre de Rozier e il marchese d'Arlandes, che a bordo di un pallone ad aria calda costruito dai fratelli Montgolfier (che da loro avrebbe preso il nome di mongolfiera) volarono per 12 chilometri.

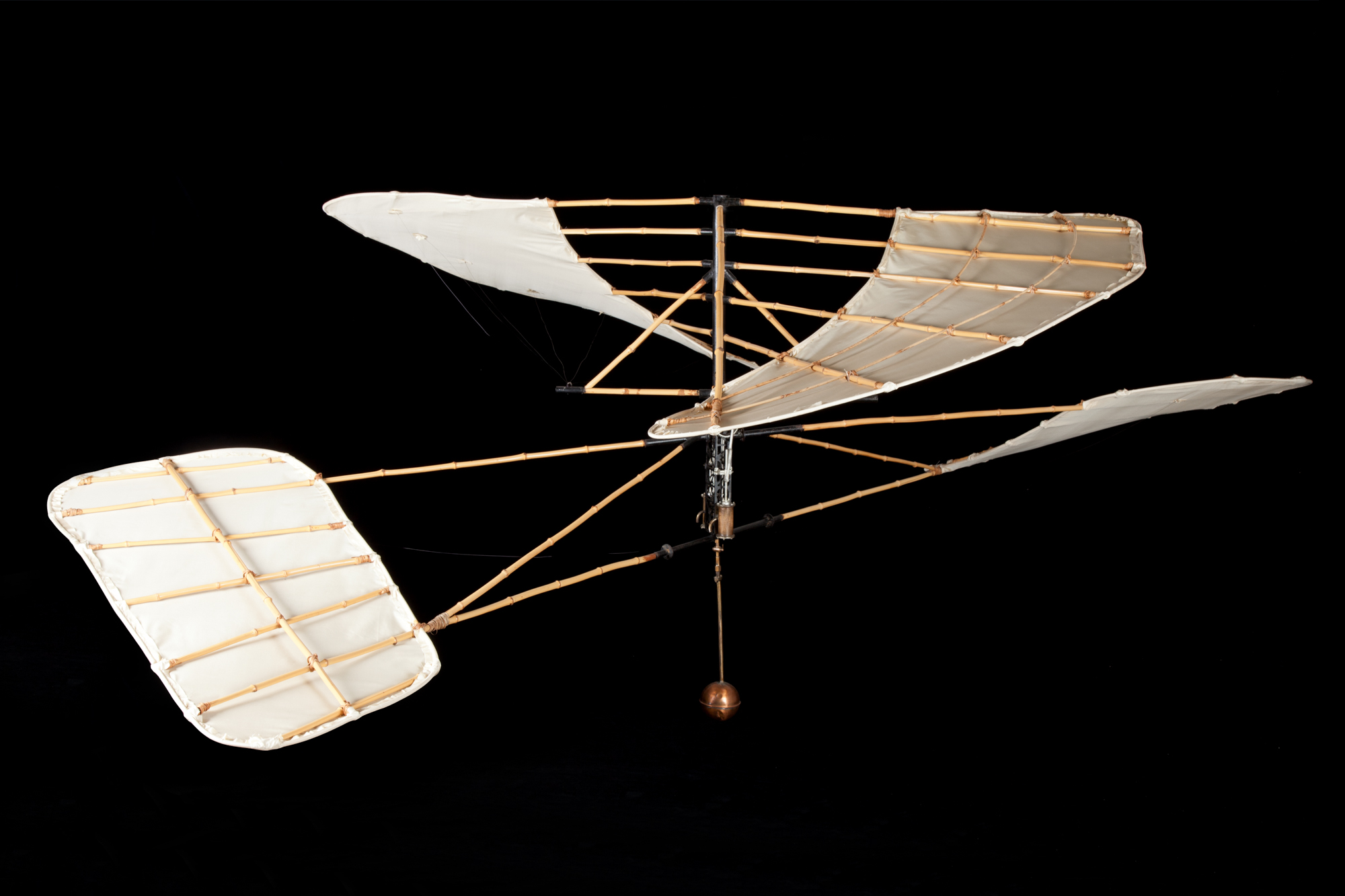
Elicottero sperimentale di Enrico Forlanini del 1877, esposto al Museo nazionale della scienza e della tecnologia Leonardo da Vinci di Milano

Questo tipo di voli era poco pratico, in quanto i palloni si spostavano solamente seguendo la direzione del vento e lo stesso Pilâtre de Rozier morì due anni dopo mentre tentava di raggiungere l'Inghilterra dalla Francia andando contro la direzione dei venti dominanti (di lui si disse "Il primo uomo a volare ed il primo a morire"). Fu subito chiara la necessità di avere palloni governabili, o dirigibili. Nel 1784 Jean-Pierre Blanchard inventò questo tipo di aeromobili, utilizzando la propulsione umana (ali sventolate) ed attraversò con uno di questi modelli la Manica nel 1785. L'idea venne in seguito sviluppata introducendo propulsori a motore (Henri Giffard, 1852), la struttura rigida (David Schwarz, 1896) e miglioramenti alla velocità e manovrabilità (Alberto Santos-Dumont, 1901).

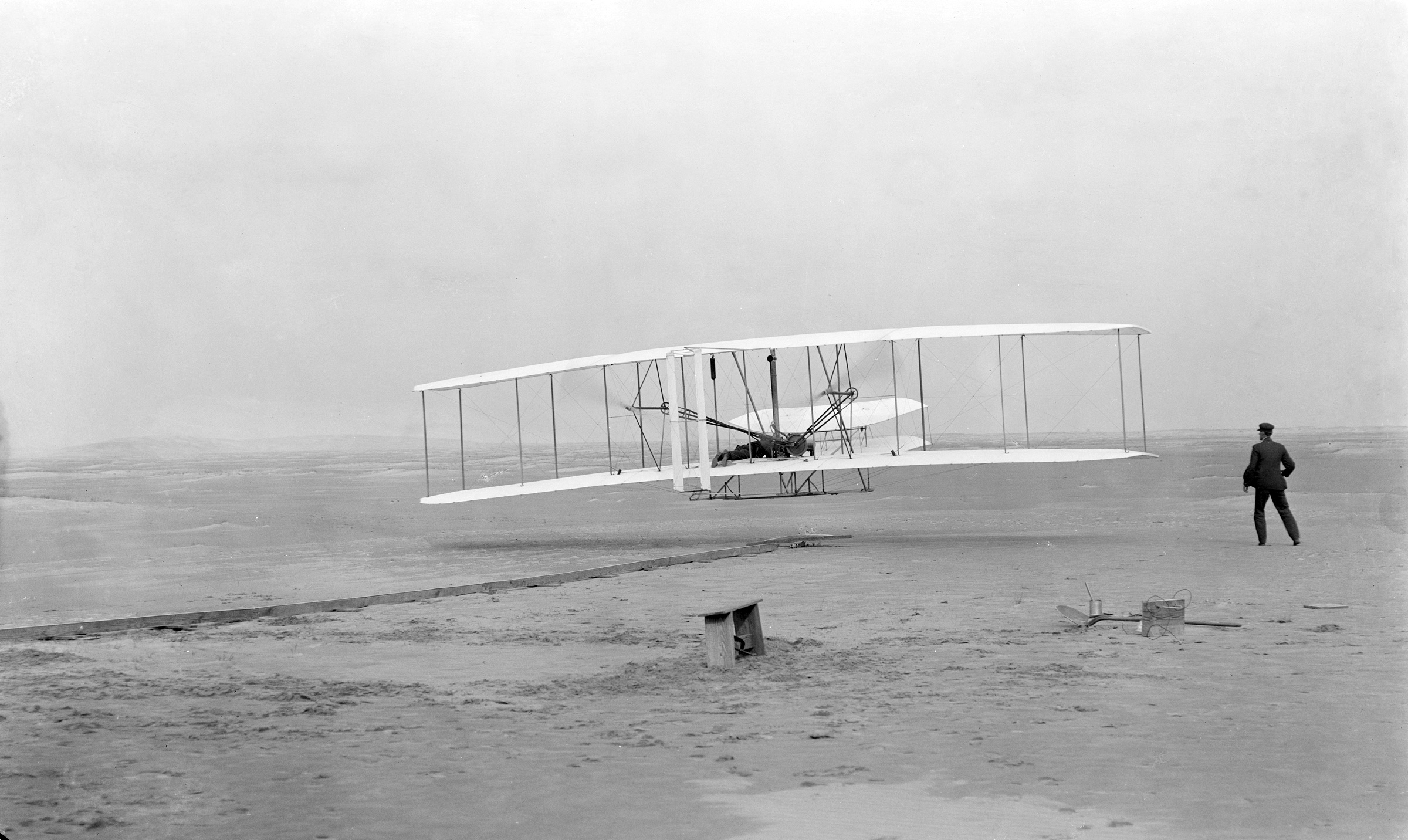
Il primo volo dei fratelli Wright, il 17 dicembre 1903.

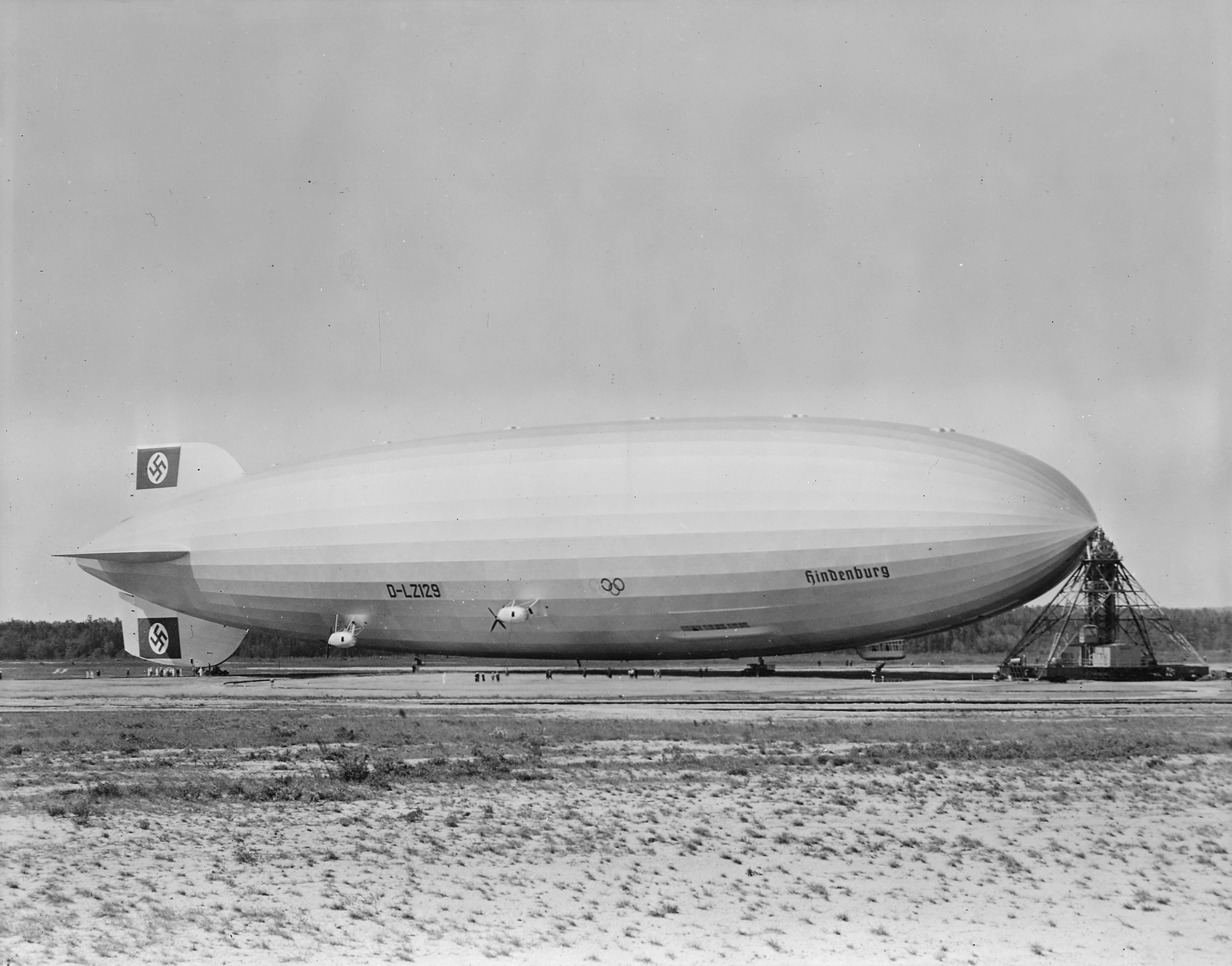
Il dirigibile Hindenburg ripreso presso la Lakehurst Naval Air Station nel 1936.

Il primo volo di un mezzo più pesante dell'aria e spinto da un motore è stato compiuto dai fratelli Wright negli Stati Uniti. Sebbene esistano molte controversie sulla reale attribuzione di questo primato, la data più comunemente accettata per questo evento è stata fissata al 17 dicembre 1903. In realtà, il velivolo con il quale fu raggiunto questo risultato non poteva avere utilizzo pratico a causa dei problemi di controllo in volo che lo affliggevano. Bisognò attendere l'adozione degli alettoni per avere degli aeroplani più facili da pilotare e solo un decennio dopo, con l'inizio della prima guerra mondiale, i velivoli più pesanti dell'aria divennero di uso pratico per la ricognizione, la direzione del tiro di artiglieria e finanche l'attacco contro postazioni a terra.

### Il XX secolo ed i fratelli Wright

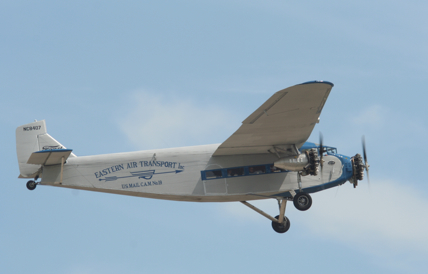
Un Ford Trimotor del 1929 restaurato con i colori della Eastern Air Transport.

Il primo volo dei Fratelli Wright del 17 dicembre 1903, se rappresentava il primo successo del più pesante dell'aria, non nasceva dal nulla. Dall'epoca delle mongolfiere si era passati ai veleggiamenti di Otto Lilienthal, ai primi modelli in scala di elicotteri di Enrico Forlanini, ed aerei con Samuel Pierpont Langley, volanti grazie a piccoli motori a vapore, per finire con i primi esperimenti con dirigibili alla fine dell'Ottocento. Gli stessi pionieri dell'aviazione attraversarono l'evoluzione delle tecnologie disponibili all'epoca. Forlanini dai modelli di elicottero approdò al dirigibile. Mentre Alberto Santos-Dumont dal dirigibile al più pesante dell'aria.
Se lo scopo dei primi pionieri era realizzare macchine in grado di volare, già alla fine del primo decennio del Novecento il limite era dimostrare di poter volare meglio, più a lungo e più lontano. Nascono così le prime trasvolate: Louis Blériot, che trasvolò la Manica nel 1909.
È a bordo dello stesso aereo che l'italiano Cesare Suglia nel 1913 effettuerà, attraversando tutta l'Italia, il raid aereo più lungo compiuto fino a quel momento.
Prima trasvolata atlantica di Alcock e Brown nel 1919, su un Vickers Vimy, simbolo del progresso tecnologico ottenuto durante la prima guerra mondiale. Quest'epoca di trasvolatori solitari si chiuderà più di un decennio dopo con figure quali Charles Lindbergh, che verrà insignito della Medal of Honour per aver effettuato la prima trasvolata atlantica in solitaria della storia, e Amelia Earhart.
Fra le prime donne pilota italiane, si possono ricordare Rosina Ferrario ed Ester Vietta. Anche durante il periodo fascista, non mancano donne pilota, come ad esempio la contessa Aloisa Guarini Matteucci.
Gli anni venti e trenta vedono piloti, costruttori ed inventori in tutto il mondo impegnati nel far diventare l'aereo un mezzo di massa. Progetti idealisti-realisti come quello dell'industriale Henry Ford che con il suo Ford Trimotor (soprannominato Tin Goose - "oca di latta") negli anni trenta volle creare un aereo civile che mettesse il volo tra le cose quotidiane dell'americano medio. A quello tra la propaganda e il perfezionamento delle tecniche di volo e di addestramento di Italo Balbo effettuò le famose trasvolate in formazione effettuate con i Savoia-Marchetti S.55, che ebbero il loro culmine nella Crociera del Decennale.

### I voli transoceanici

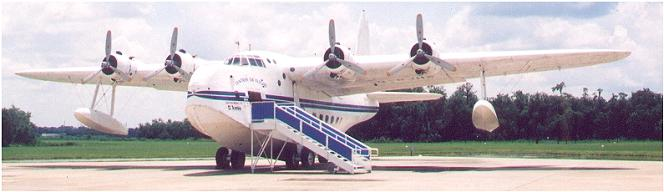
Uno Short Sunderland in versione civile, restaurato ed esposto al museo Fantasy of Flight.

Sono gli stessi anni in cui si assistette ad un fiorire di compagnie aeree per il trasporto della posta e di passeggeri, inizialmente su aerei da pochi posti e per distanze brevi, fino ai primi voli transoceanici. Dai timidi tentativi degli idrovolanti postali tedeschi, che coprivano le tratte Germania Sud-America, utilizzando i transatlantici come navi appoggio, ai primi idrovolanti di linea.
Ogni nazione era impegnata nel coprire le rotte più lontane. I grossi idrovolanti statunitensi furono detti China Clipper, un nome che diventò il termine generico che identificava, nell'immaginario popolare, tutta la flotta dei grandi idrovolanti transoceanici della Pan American Airways, il Martin M-130, il Sikorsky S-42 ed il Boeing 314, quest'ultimo considerato il modello più perfezionato. Il nome China Clipper venne attribuito inizialmente allo specifico Martin M-130 che faceva rotta sulla Cina e poi in generale a tutti i grossi idrovolanti sempre più perfezionati che durante la guerra svolsero anche incessanti pattugliamenti sull'oceano Pacifico, effettuando anche moltissime missioni di ricerca e soccorso, con equipaggi civili e con l'esperto personale di terra formato in anni di servizio. Ad essi, modificati unicamente con l'applicazione dei contrassegni militari, vennero affidate anche delicate missioni di trasporto a lungo raggio. Per esempio venne loro assegnata la rotta che attraverso Natal, Brasile e Liberia, riforniva le forze inglesi al Cairo ed anche i sovietici via Teheran. Infatti il Clipper era l'unico aereo da trasporto che poteva effettuare la traversata di 2 150 miglia senza scalo.
Per contro, gli inglesi ebbero nello Short S.23 Empire, grande idrovolante a scafo, e nel suo omologo militare (ma del quale alcuni esemplari vennero usati a scopo civile), lo Short Sunderland, mezzi capaci di assicurare le comunicazioni attraverso l'Impero britannico con rotte che raggiungevano anche l'Australia, attraverso parecchi scali tecnici.

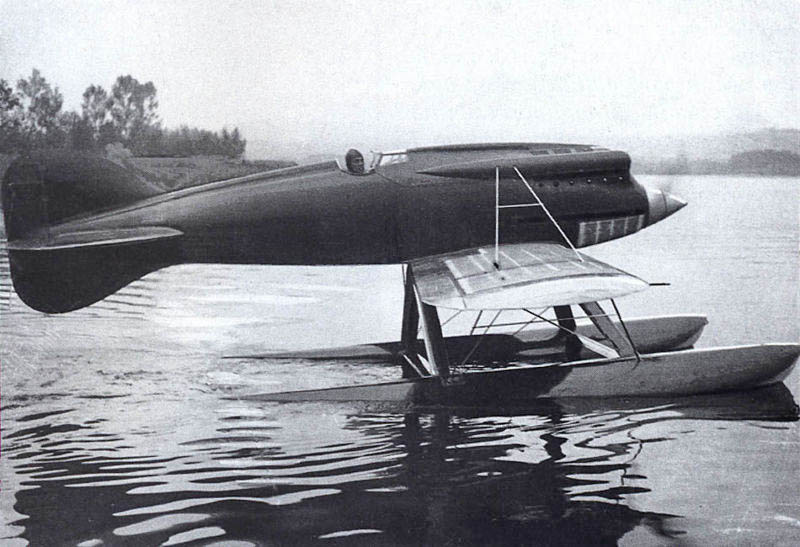
Il Macchi M.39 di Arturo Ferrarin, che con Francesco Agello fu il migliore pilota italiano da competizione nel settore idrovolanti all'inizio degli anni trenta.

L'idrovolante rappresentava in quegli anni una scelta quasi obbligata. Non solo per la capacità di ammarare quando si dovevano sorvolare ampie distese d'acqua, ma anche per non essere vincolati alle dimensioni limitate delle aviosuperfici terrestri. Il decollo dall'acqua consentiva di avere superfici di decollo ed atterraggio illimitate, tanto che negli anni dal 1927 al 1938 i primati mondiali di velocità appartenevano agli idrovolanti. Erano gli anni della coppa Schneider, gara di velocità tra idrovolanti appunto, che raggiunse, all'epoca, una notorietà paragonabile a quella della attuale Formula 1.
La sfida tra Macchi e Supermarine, al di là della competizione sportiva, portò un grande sviluppo dal punto di vista delle cellule e dei motori. Il trofeo andò alla Supermarine che con i suoi idrocorsa, culminanti nello S.6B, si aggiudicò le tre edizioni necessarie a portare a casa il trofeo; la vittoria avvenne però tra molte polemiche originate dal gran numero di incidenti che flagellarono la dodicesima ed ultima edizione, compresi i due piloti italiani morti e i due inglesi salvi per pura combinazione, tanto che il Supermarine S.6B vincitore disputò la gara da solo. Il primato assoluto di velocità andò poi all'Italia, che non seppe però mettere in pratica su scala industriale quanto acquisito nelle competizione, a differenza del Regno Unito, tant'è che il Supermarine Spitfire può essere considerato discendente diretto dell'S.6B, pur essendo nato da un progetto diverso.

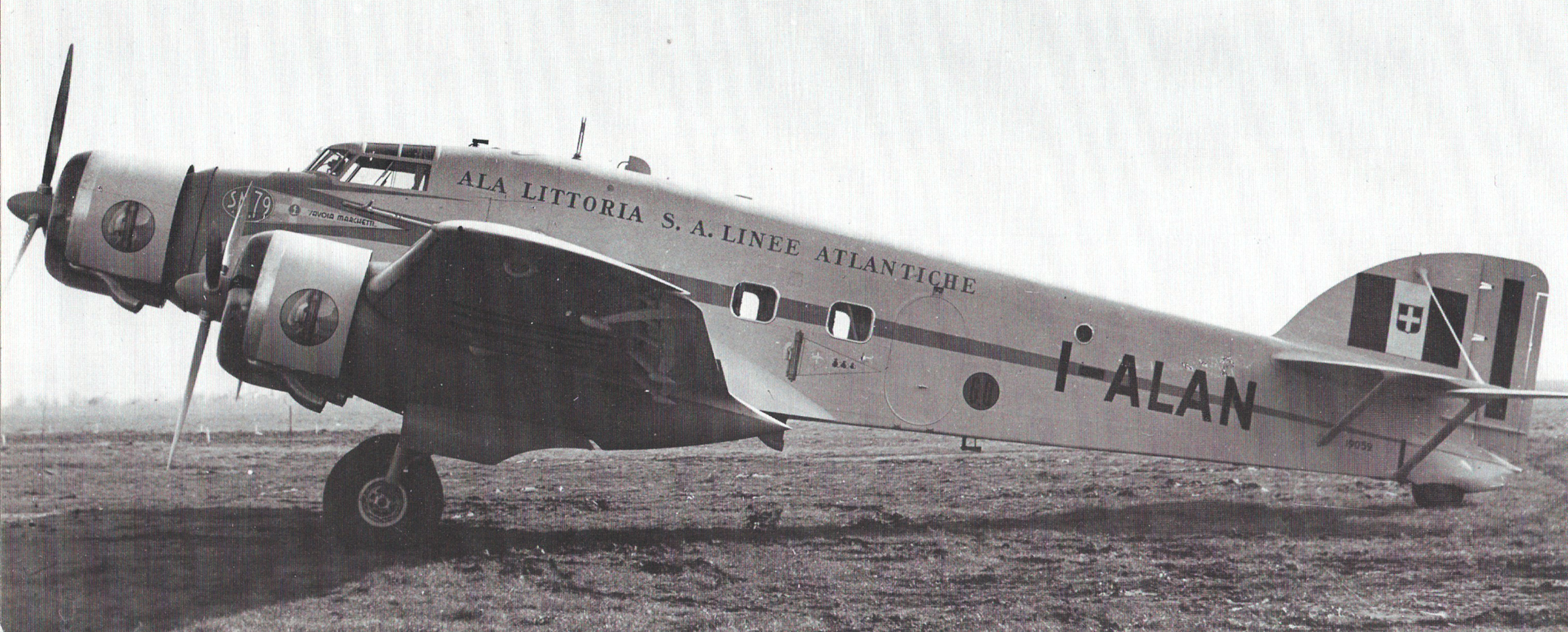
Un Savoia-Marchetti S.M.79 civile con i contrassegni dell'Ala Littoria, la compagnia di bandiera italiana del ventennio fascista.

Ma l'era degli idrovolanti iniziò a tramontare già prima dello scoppio della seconda guerra mondiale. Il 10 agosto 1938 un quadrimotore Focke-Wulf Fw 200 Condor effettuò un volo senza scalo Berlino-New York. Il 30 marzo 1939, un aereo terrestre, l'Heinkel He 100, tornerà a detenere il primato assoluto, con 746,604 km/h.. In quegli stessi anni la neocostituita Linee Aeree Transcontinentali Italiane adottò i Savoia-Marchetti S.M.79 e Savoia-Marchetti S.M.83 in luogo del CANT Z.506 o di altri idrovolanti, sebbene fosse in programma l'entrata in servizio anche di idrovolanti, lo Z.509 e lo Z.511.

### L'avvento del motore a reazione

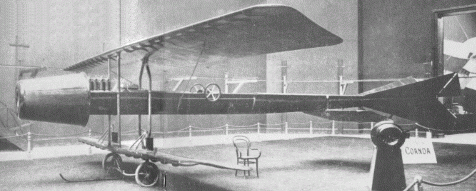
Il Coandă 1 nel 1910.

Ma la svolta nella tecnica aeronautica si ebbe quando Germania, Inghilterra ed Italia arrivarono quasi contemporaneamente alla realizzazione pratica del motore a reazione. Hans von Ohain, in collaborazione con la Heinkel, realizzò una serie di motori sperimentali che condussero al turbogetto Heinkel HeS 3 il quale, montato sul prototipo Heinkel He 178, volò per la prima volta il 27 agosto 1939, lontano dai clamori internazionali. Intanto il suo collega britannico Frank Whittle sperimentava anch'egli, assieme alla Gloster Aircraft Company, l'evoluzione finale del suo motore, denominato Whittle W.1, con il quale venne equipaggiato il Gloster E.28/39 che si staccò da terra il 15 maggio 1941. In Italia l'ingegnere Secondo Campini seguì un'altra soluzione tecnica, il motoreattore, che grazie alla collaborazione dalla Società Aeronautica Caproni venne applicato con successo al Campini-Caproni C.C.2 e portato in volo per la prima volta il 27 agosto 1940. Furono queste nell'ordine le prime aziende, tra il 1939 e il 1941 a far volare un aereo a reazione, con ricerche indipendenti tra loro. In realtà, le prime ricerche in merito risalgono al 1910, quando Henri Coandă progettò un prototipo funzionante di reattore detto motoreattore, il Coandă 1, non a turbina ma con compressione originata da un motore a pistoni, che volò per errore durante una prova statica, prendendo subito fuoco, fortunosamente senza conseguenze per il pilota.

### Il secondo dopoguerra e lo sviluppo del trasporto di massa

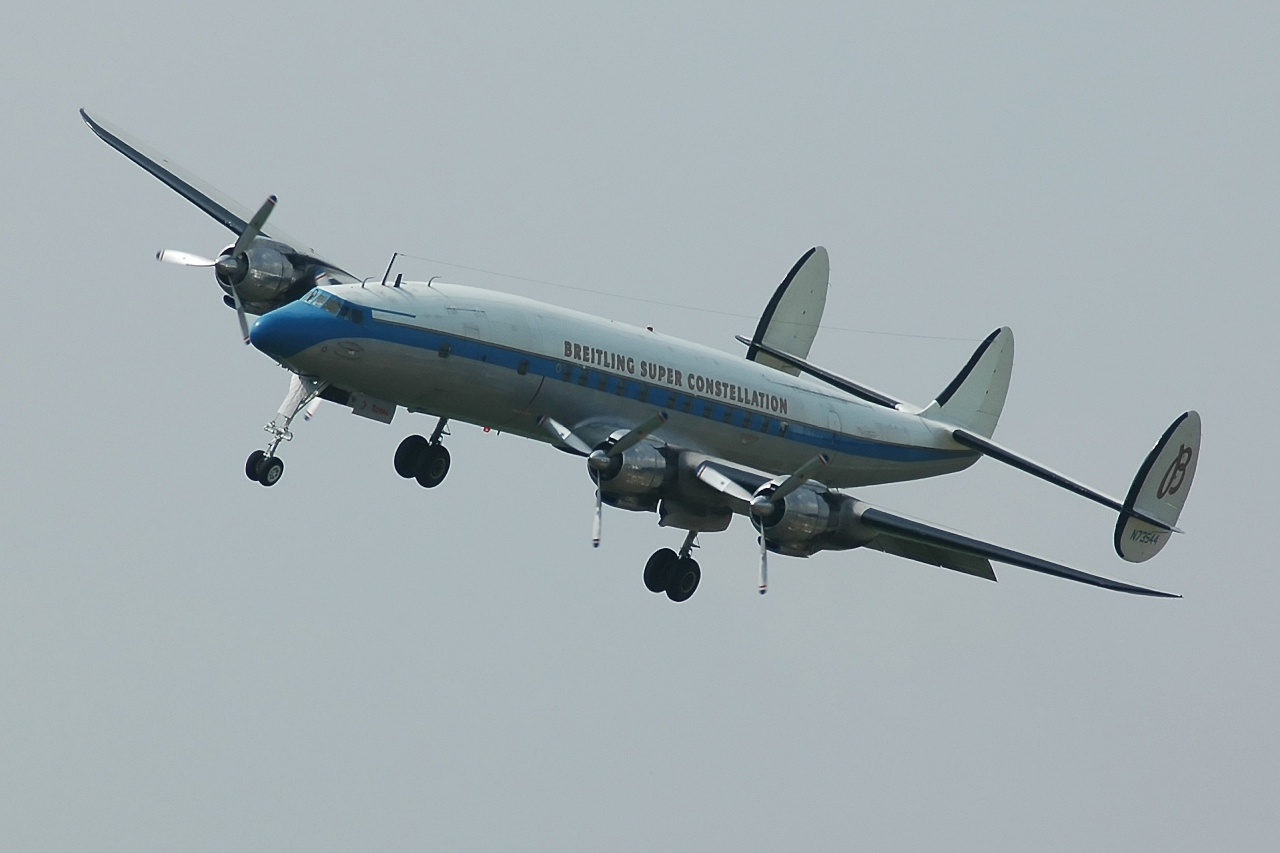
Un Lockheed Super Constellation tenuto in condizioni di volo dalla Super Constellation Flyers Association nel 2005.

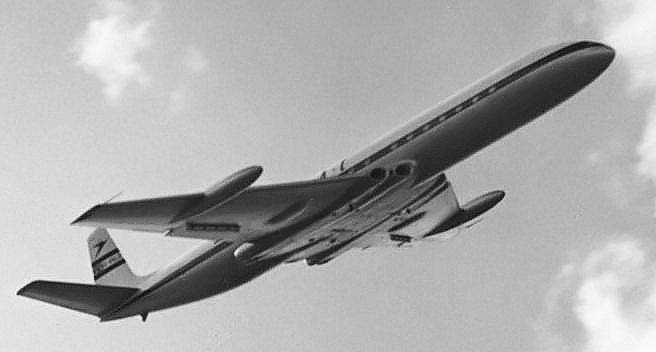
Il de Havilland DH.106 Comet 3 G-ANLO nei colori della compagnia aerea britannica British Overseas Airways Corporation (BOAC) ripreso nel 1954.

Dopo la seconda guerra mondiale, molte compagnie nacquero grazie alla cessione dei surplus militari dopo il conflitto, visto che gli aerei da trasporto vennero trasformati in aerei passeggeri con costi relativamente contenuti; vennero anche realizzati molti aerei per trasporto passeggeri a lungo raggio, come il Douglas DC-7 o il Lockheed Constellation, ma con la diffusione dei motori a reazione anche in campo civile cessò il predominio dei motori a pistoni. Un certo numero di aeroporti militari situati in punti strategici venne aperto al traffico civile, come Gander nell'isola di Terranova (Canada) e Keflavík (Islanda) permettendo l'utilizzo della rotta transatlantica, effettuabile anche dagli aerei con autonomia limitata come il Boeing 377 Stratocruiser. Successivamente gli aerei di linea furono in grado di effettuare la rotta polare, collegando quindi Stati Uniti o Gran Bretagna e Giappone senza necessità di uno scalo tecnico intermedio per rifornimento.

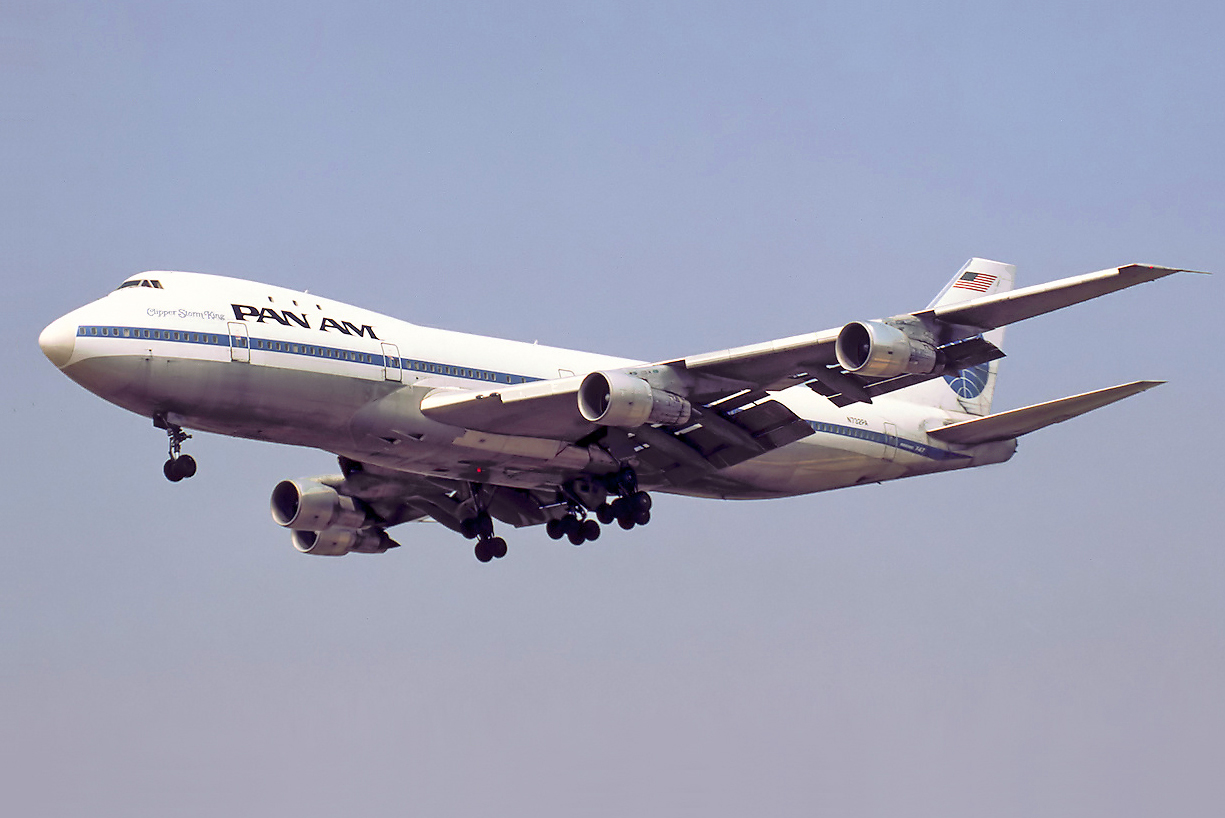
Un Boeing 747-100 di Pan Am

Inizialmente, l'esordio della propulsione a reazione non fu dei più promettenti, con i disastri legati al de Havilland Comet (tre incidenti gravi a velivoli della BOAC, nel 1953 e nel 1954) dovuti, come si scoprì anni dopo, ad un difetto concettuale nella progettazione dei finestrini, di forma quadrata, che portava ad un precoce affaticamento della cellula e conseguente cedimento strutturale; questo diede agli aerei a pistoni qualche ulteriore anno di predominio sul mercato. Incidentalmente, la sua versione militare, il BAe Nimrod, vola tuttora. In quel caso, il passaggio di testimone era solo rinviato al 1958, anno in cui debuttò sul mercato il Boeing 707, destinato anche, grazie ai suoi più efficienti motori a turbofan (turboventola) prodotti dalla Rolls-Royce Limited (eccettuata la prima serie), a soppiantare i suoi concorrenti ed aprire la strada ai voli a lungo raggio.

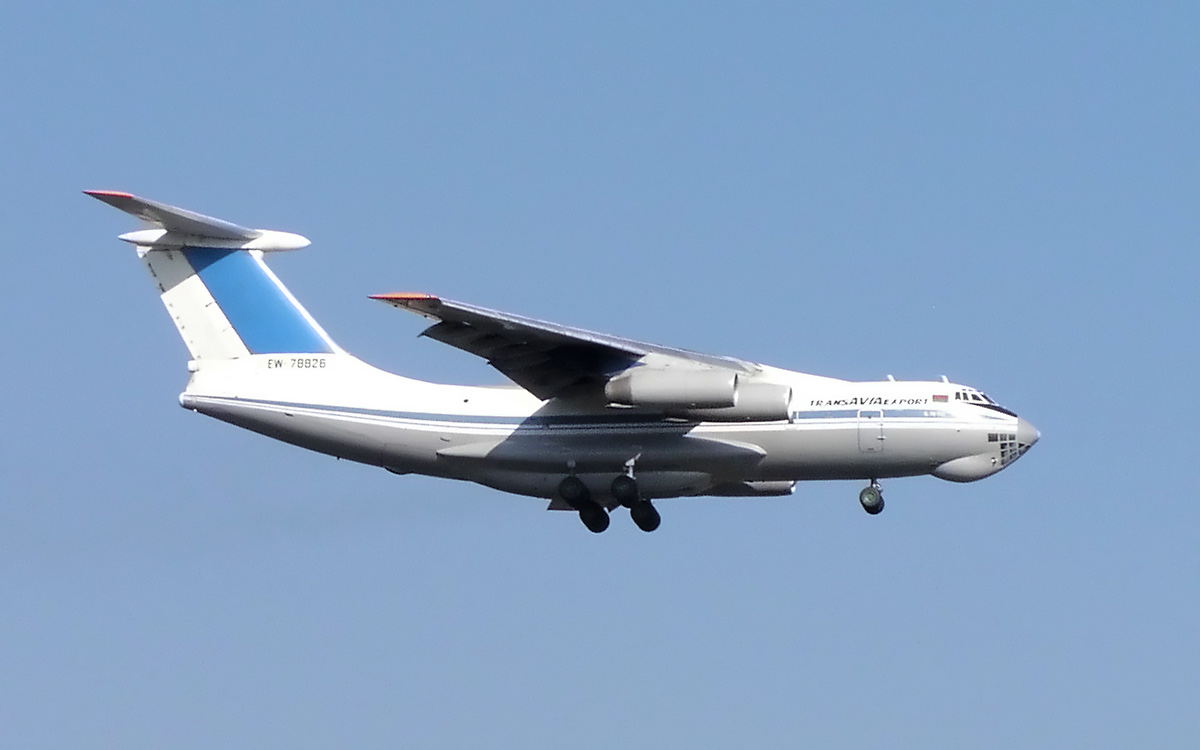
Un Ilyushin Il-76 civile della Transavia Export.

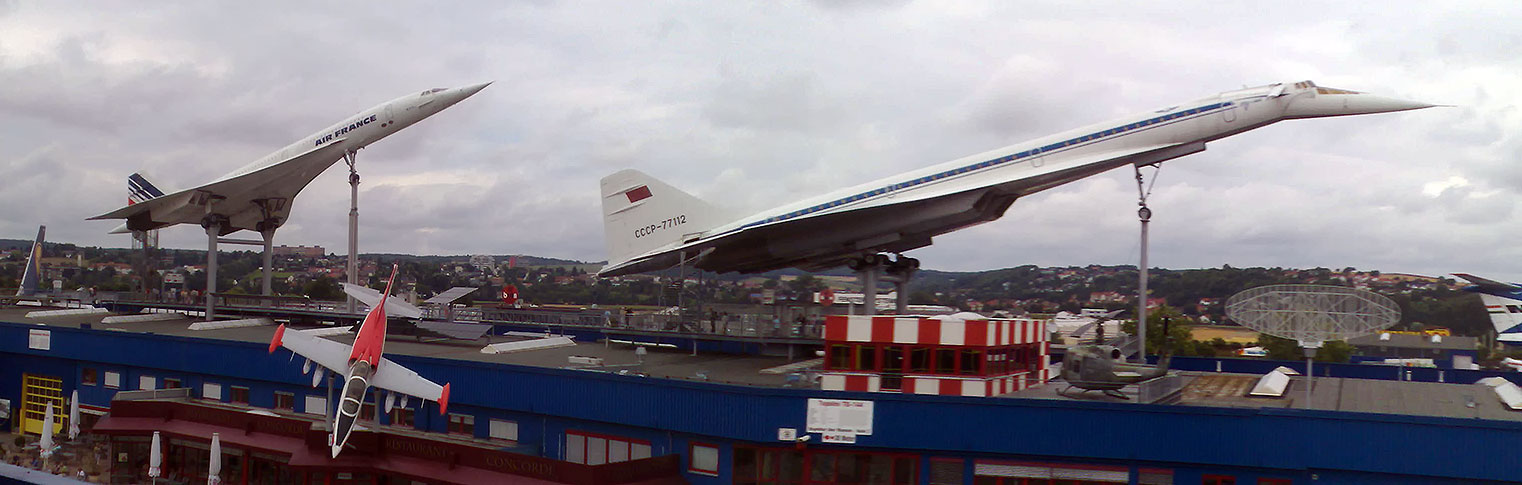
Il Concorde e l'omologo sovietico Tupolev Tu-144 esposti al Museo della Scienza e della Tecnica a Sinsheim.

Anche nel blocco orientale, cioè l'Unione Sovietica e i suoi satelliti, iniziò la produzione in serie di velivoli commerciali civili, attraverso gli uffici di progettazione Ilyushin e Tupolev. Spesso i velivoli prodotti si ispiravano largamente ai loro omologhi occidentali, anche se con soluzioni tecniche tali da garantirne il funzionamento in ambienti estremi, come la Siberia; un esempio per quanto riguarda longevità ed affidabilità è l'Ilyushin Il-76.
Un aereo civile destinato ad entrare nella storia dell'aviazione fu il Concorde, coprodotto da Inghilterra e Francia attraverso delle aziende di stato, con tecnologie all'avanguardia anche per gli aerei militari, che attraversava l'Atlantico da Londra a New York in sole quattro ore. Il numero di passeggeri era limitato ed i costi di gestione alti, ma questo aereo fu uno status symbol per oltre trent'anni, dal 1969 fino al 2000, anno in cui un catastrofico incidente a Parigi ne mise a terra l'intera flotta. L'aumento dei costi dovuto agli eventi dell'11 settembre 2001 decretò la definitiva messa a riposo degli aerei rimasti, anche se erano stati sottoposti ad un aggiornamento di sicurezza per l'incidente del 2000. Anche l'Unione Sovietica ne produsse un modello omologo, il Tupolev Tu-144, che ottenne un limitato impiego a livello interno.

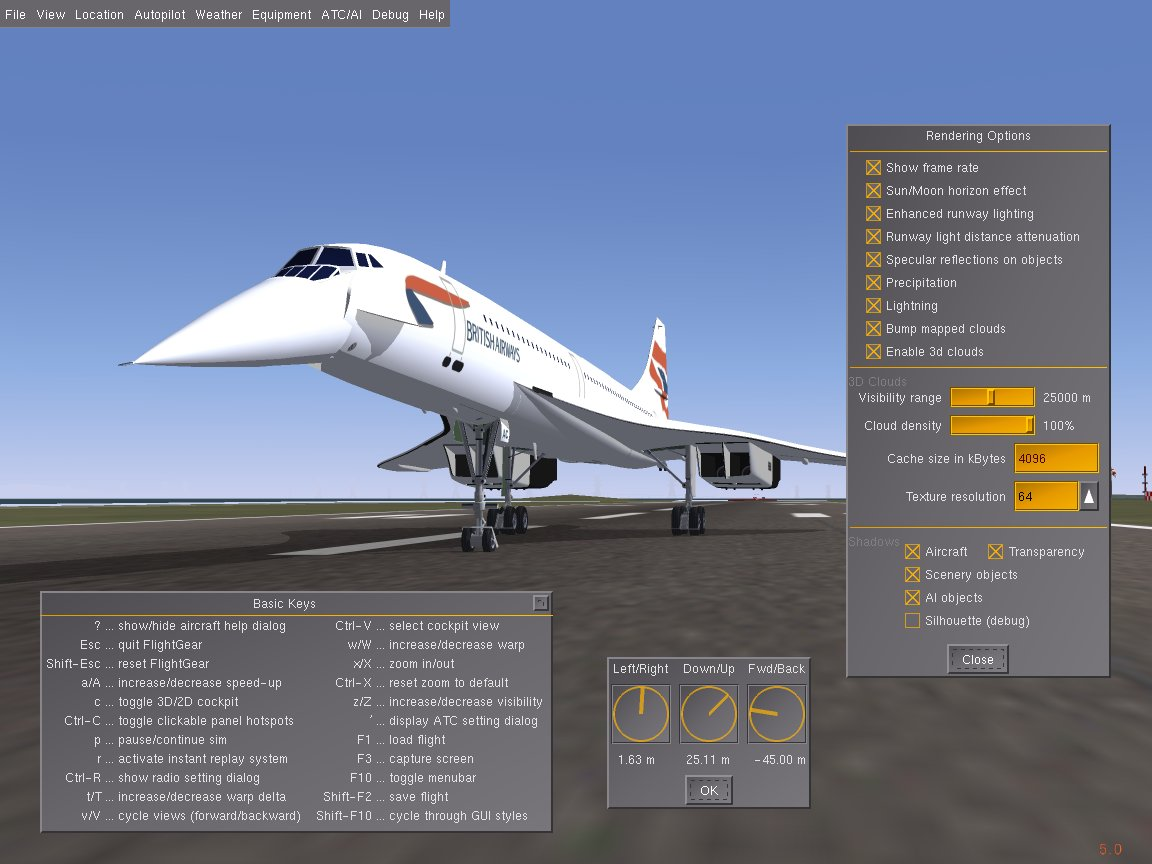
Una immagine del Concorde nel simulatore di volo Flight Gear.

Come si vede dall'immagine a lato, per questo velivolo venne sviluppato un simulatore di volo. È prassi comune nei velivoli moderni lo sviluppo di simulatori di volo, per addestrare i piloti in condizioni realistiche senza rischiare situazioni di pericolo su un mezzo reale. Questi simulatori sono sviluppati dalle case costruttrici, e normalmente le grandi compagnie ne possiedono uno per ogni velivolo da loro utilizzato, in modo da tenere allenati i loro piloti a situazioni atmosferiche ricorrenti solo di rado, o anche incidenti di volo non catastrofici, ma che richiedono un addestramento specifico per la loro soluzione positiva.

### Il trasporto aereo contemporaneo

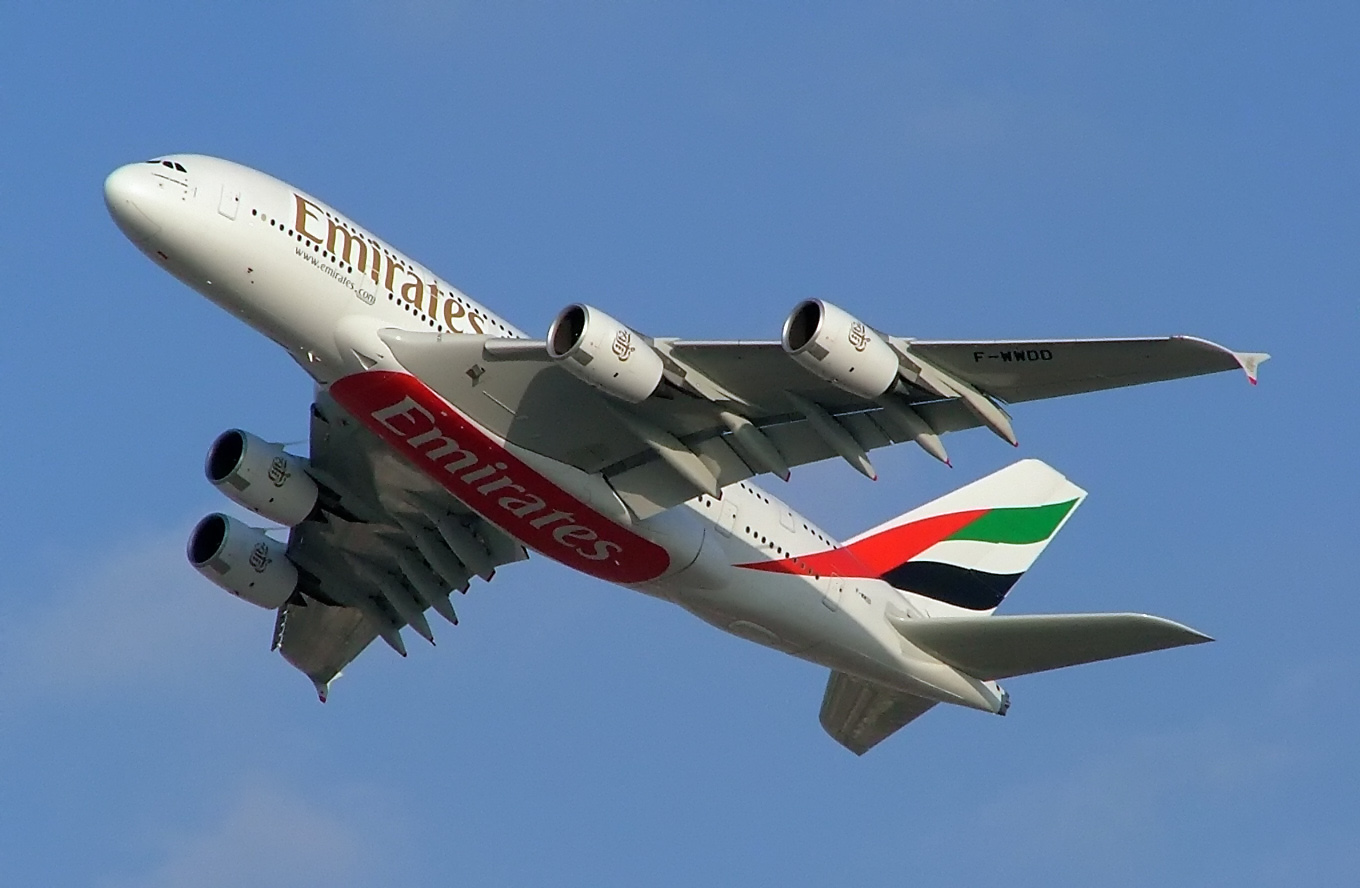
Un Airbus A380 nei colori della Emirates, la compagnia aerea del Dubai.

Sono presenti sulla scena del mercato mondiale sei fabbricanti principali di aerei civili di linea (in ordine alfabetico):
- Airbus, con sede in Francia
- BAE Systems, con sede nel Regno Unito
- Boeing, con sede negli Stati Uniti
- Bombardier, con sede in Canada
- Embraer, con sede in Brasile
- Tupolev, con sede in Russia (in previsione una fusione per costituire unica azienda di costruzioni aeronautiche di stato).

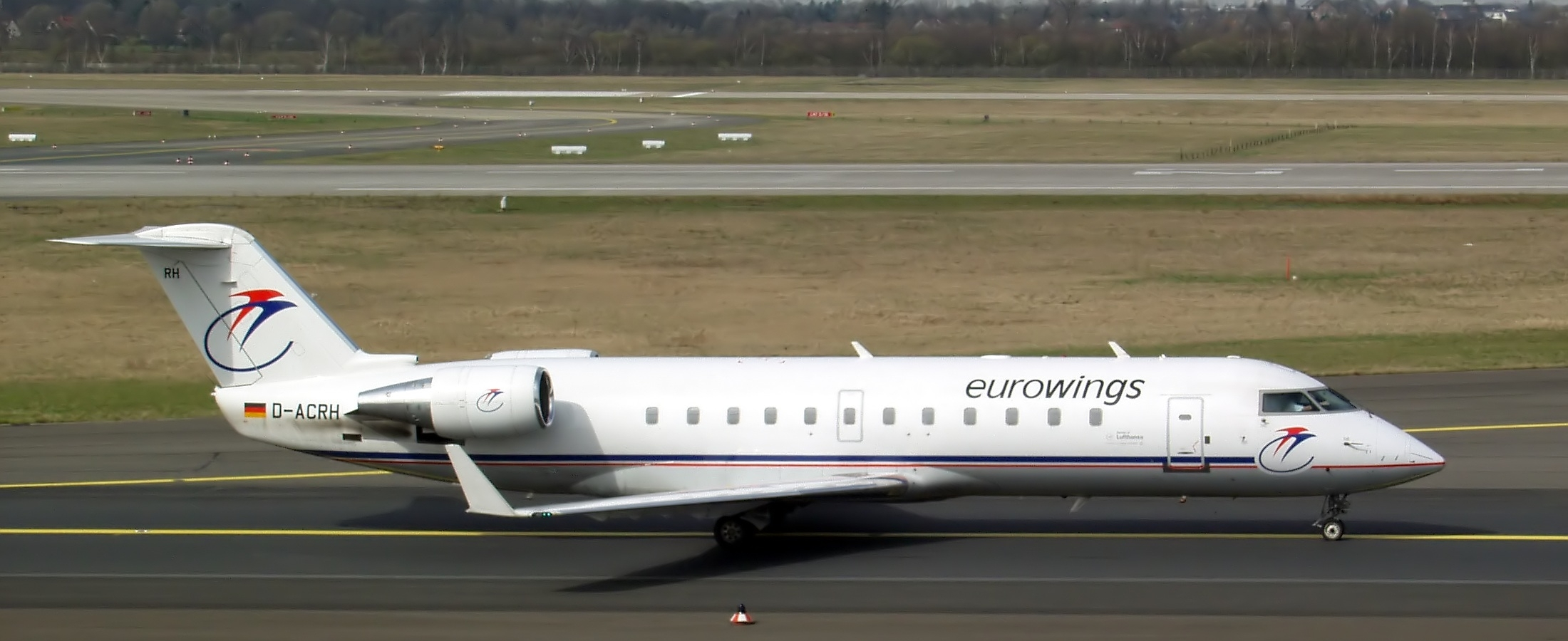
Un Bombardier CRJ200ER, esempio di aereo di linea regionale.

Boeing, Airbus e Tupolev si concentrano sulla produzione di jet di linea a fusoliera larga (wide-body) e stretta (narrow-body), mentre la Bombardier e l'Embraer si sono specializzate sugli aerei di linea regionali. Questi costruttori generano un forte indotto mondiale di costruttori specializzati di sottoparti e in alcuni casi si limitano alla sola progettazione e assemblaggio finale degli aeromobili. Anche le industrie cinesi entreranno presto nel mercato del trasporto civile, attraverso il consorzio ACAC e il suo ACAC ARJ21, il primo esempio di jet regionale progettato e prodotto interamente in Cina.

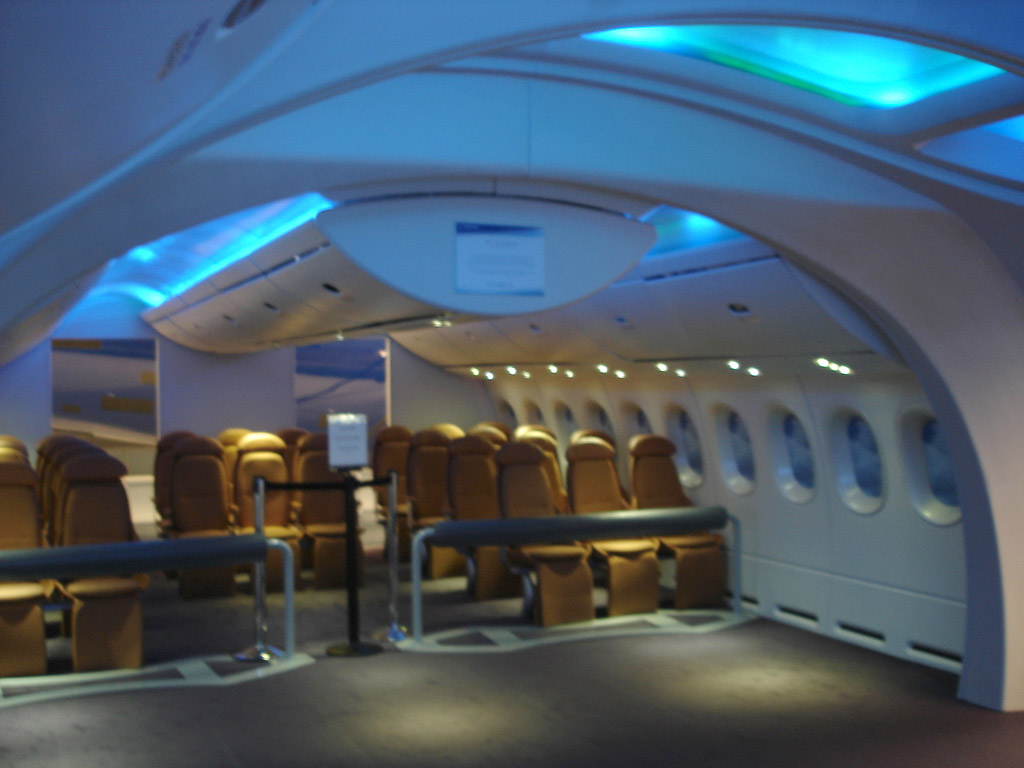
Gli interni del Boeing 787 Dreamliner, futura generazione della Boeing che ha già ottenuto un record: 840 prenotazioni al novembre 2009, ancor prima di effettuare il suo primo volo di prova.

Ad essi si affiancano case costruttrici, come SAAB, Fokker (fino al suo fallimento nel 1996) e Dornier (assorbita dalla statunitense Fairchild), di piccoli velivoli ad elica e/o a getto per collegamenti regionali a corto/medio raggio, come il Dornier Do 328 ed il Saab 340, anche se una quota di mercato significativa è detenuta in questo settore da ATR, joint-venture tra la francese Aérospatiale e la italiana Aeritalia (oggi Alenia) con i suoi ATR-42 e ATR-72, oltre che dalla Antonov con il suo Antonov An-24.

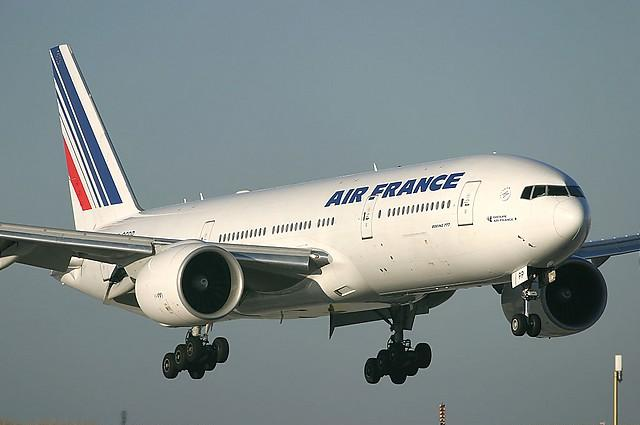
Un Boeing 777 della Air France in atterraggio.

Fino agli anni settanta, le compagnie aeree principali erano le cosiddette compagnie di bandiera (in inglese "flag carrier"), cioè aziende di proprietà dei rispettivi governi e i cui bilanci erano parte della finanza nazionale, risultando quindi protette dalla concorrenza. Negli anni più recenti, la progressiva liberalizzazione dei traffici aerei ha portato ad un aumento della competizione, consentendo una più ampia possibilità di scelta per i consumatori con una conseguente diminuzione delle tariffe. Questa diminuzione degli introiti, unità all'aumento dei prezzi del combustibile e alle crisi correlate con gli attentati dell'11 settembre 2001 e l'epidemia di SARS, ha costretto alcuni governi al salvataggio in extremis di alcune linee aeree o a fallimenti o fusioni. Nel contempo si è assistito allo sviluppo delle compagnie aeree a basso costo ("low cost") come la Ryanair e la Southwest Airlines.

## Classificazione
L'aviazione comprende due ampie categorie:
- Aviazione civile con le sotto-categorie
  - Aviazione generale
  - Voli di linea
  - Trasporto aereo di merci
- Aviazione militare

Normalmente, gli aeromobili civili si muovono in un sistema di aeroporti e delle aerovie regolato da direttive internazionali emanate su scala mondiale dall'ICAO e recepite dai singoli stati nazionali, definibili come Regolamentazione aeronautica tra le quali vanno menzionate le Regole dell'aria e le regole di volo. L'aviazione civile comprende le attività aeronautiche non-militari e cioè l'aviazione generale e il trasporto aereo con voli di linea. Trasportando persone, e materiali, tra cui cibi e risorse naturali.

### Aviazione civile

#### L'aviazione generale

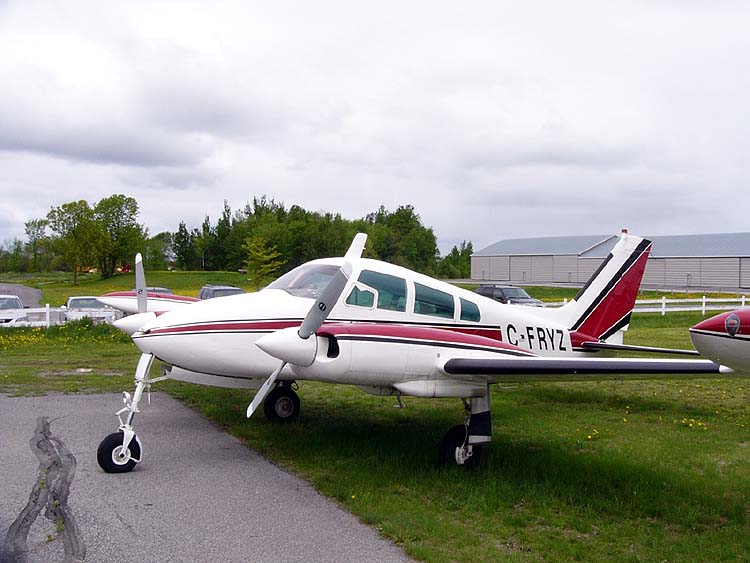
Un Cessna 310.

Con il termine "aviazione generale" si definiscono tutti i voli civili non programmati condotti sia da privati che da società commerciali. L'aviazione generale comprende una notevole serie di voli tra i quali quelli usati da persone in affari per spostarsi velocemente tra le varie sedi aziendali con la flotta della ditta, ma anche i voli con società di noleggio aereo. Inoltre include l'aviazione privata a scopo amatoriale e turistico, quindi le scuole di volo civili, il volo con i palloni ad aria calda, il paracadutismo, il volo a vela, il volo veleggiato in genere. Ricadono anche nella categoria il genere di volo a scopo scientifico e sociale quale la fotografia aerea, il soccorso aereo, i voli agricoli, i voli per la sorveglianza del traffico stradale, i voli di perlustrazione operati dalle forze di polizia e la lotta aerea antincendio condotta dai vigili del fuoco.
Ogni stato ha solitamente un proprio insieme di regolamentazioni per l'aviazione, ma normalmente l'aviazione generale ha norme che distinguono tra voli commerciali e voli privati e si specializzano ulteriormente in funzione del tipo e delle dimensioni e capacità degli aeromobili utilizzati. Il panorama imprenditoriale riservato al mercato dell'aviazione generale è eterogeneo e va dalla piccola azienda semiartigianale, specie nel campo della produzione degli alianti, che in aziende più articolate o settori dedicati di aziende aeronautiche di grande produzione.
Tra le aziende del settore più conosciute si possono menzionare le statunitensi Cessna e la Piper Aircraft veri leader del settore, oltre la Mooney Airplane Company, la Grumman con la sua linea Gulfstream, la Cirrus Design Corporation e la Raytheon, ora attiva nel settore difesa. In Europa quindi troviamo l'austriaca Diamond Aircraft Industries, attiva anche nel campo della produzione di alianti, l'italiana SIAI-Marchetti ora assorbita da Alenia Aermacchi, la francese Dassault Aviation con la linea Falcon, e la svizzera Pilatus Aircraft Ltd..

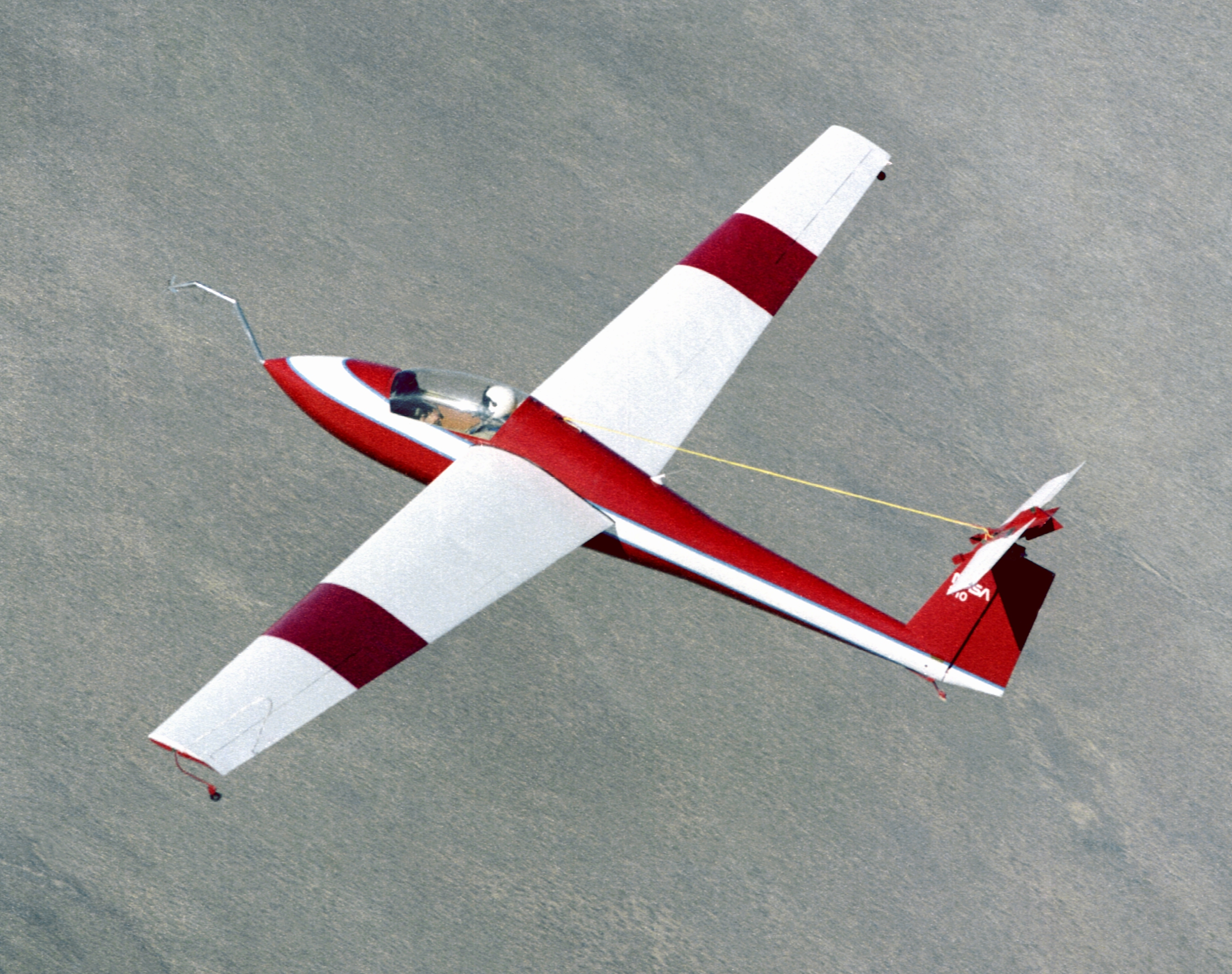
Uno Schweizer 1-36 della NASA durante un volo di test sullo stallo nel deserto del Mojave (California).

Alcune aziende si sono specializzate nella produzione di alianti e motoalianti, storicamente molto presenti in Germania dove il volo a vela è uno sport molto popolare. Tra queste sono note la Alexander Schleicher GmbH & Co, la Glasflügel Segelflugzeugbau GmbH, la Schempp-Hirth Flugzeugbau GmbH, la Grob Aerospace GmbH attiva anche nel campo dei jet executive e che ora ha abbandonato il settore aeronautico. Inoltre anche la Cecoslovacchia, ora Repubblica Ceca, era presente sul mercato del volo a vela con la Let Kunovice, mentre la statunitense Schweizer Aircraft, ora nota per la produzione di elicotteri, nacque proprio come costruttore di alianti. In Italia anche la Caproni può vantare un passato nel settore.
Nel settore degli elicotteri civili di medie e grandi dimensioni, il mercato è diviso tra AgustaWestland, Bell Helicopter Textron, Eurocopter e Sikorsky Aircraft Corporation, oltre alla russa Mil che dopo la fine del regime sovietico si sta affacciando sul mercato internazionale. I modelli più piccoli ed economici, adatti al turismo, all'addestramento ed all'uso agricolo, sono prodotti dalla Robinson Helicopter e dalla Schweizer Aircraft che nel 2004 è stata acquisita dalla Sikorsky.

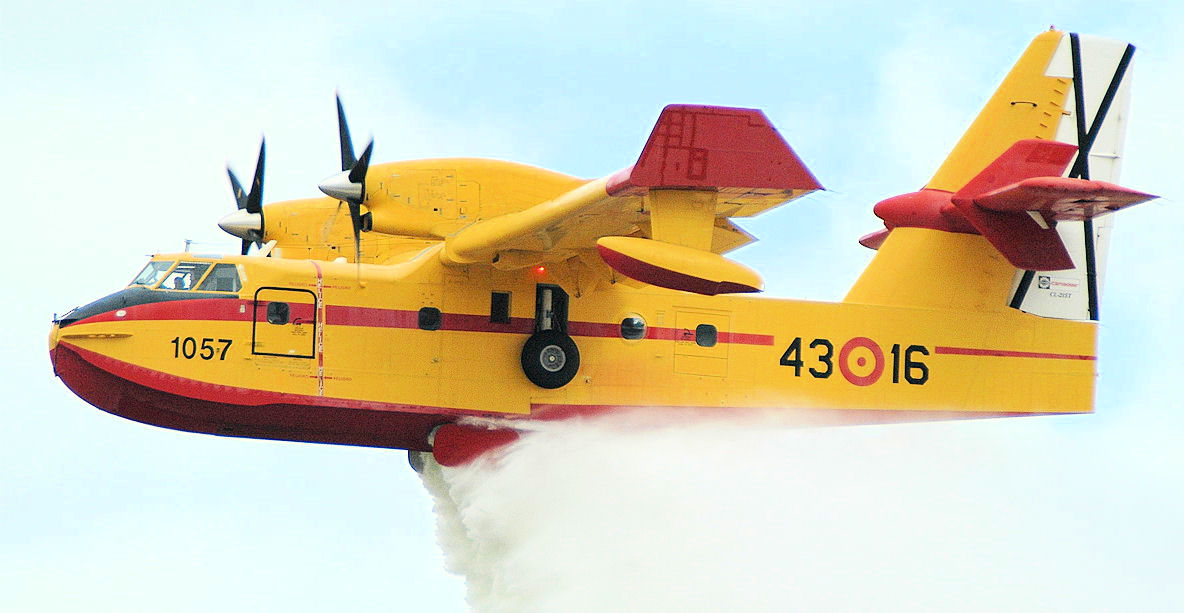
Un Canadair CL-215T dell'Aeronautica Militare Spagnola utilizzato per la lotta aerea antincendio.

L'aviazione generale sta traendo importanti vantaggi dallo sviluppo tecnologico, particolarmente per quanto riguarda l'evoluzione dei piccoli aerei che ne costituiscono la componente principale. Tra le innovazioni un ruolo importante è rivestito dalla avionica moderna, che comprende la tecnologia Global Positioning System. La maggiore diffusione di queste tecnologie, in passato esclusive solo degli aeromobili militari o civili più grandi e costosi, sta comportando miglioramenti nella sicurezza. Sul fronte costruttivo, l'adozione di materiali compositi sta consentendo la costruzione di mezzi più leggeri e veloci. Un altro importante impiego di questi nuovi materiali si ha in modo crescente per gli ultraleggeri e per gli aeromobili autocostruiti che ottengono sempre maggiore successo per uso amatoriale negli stati che ne consentono l'impiego e che hanno previsto normative semplificate e caratterizzate da costi inferiori rispetto agli aerei certificati per uso commerciale.
Ogni stato gestisce direttamente o indirettamente flotte di aerei o elicotteri per usi pubblici; in alcuni casi i mezzi vengono operati da aziende private dietro contratto, per esempio in Italia gli elicotteri del soccorso sanitario SUEM 118. I velivoli Canadair CL-415 antincendio, diffusi in tutto il mondo, vengono utilizzati da varie organizzazioni nazionali di protezione civile, come in Francia la Securite Civile ed in italia la Protezione Civile. A questi vanno aggiunti i vigili del fuoco e le autorità civili di polizia.

### Aviazione militare

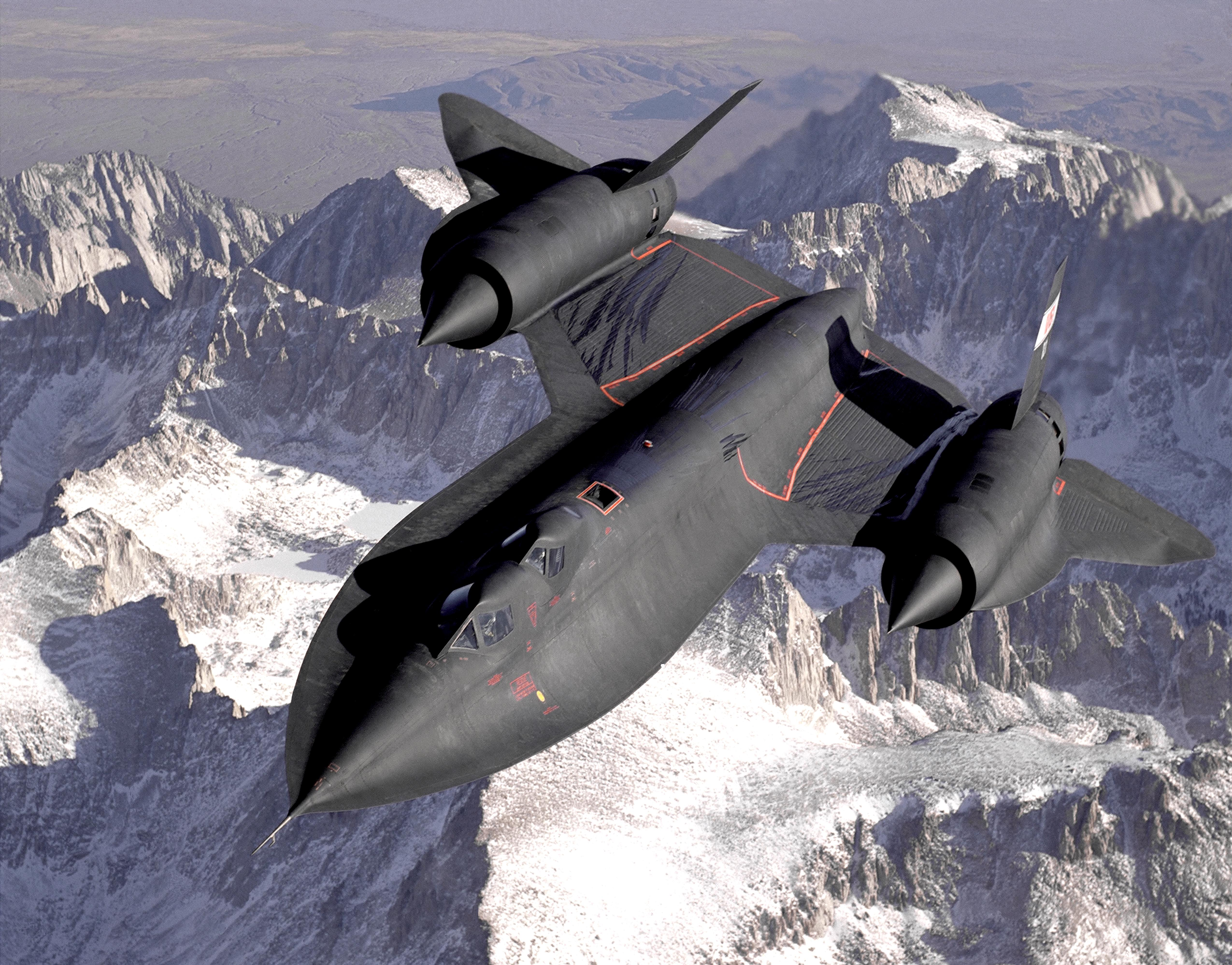
Il Lockheed SR-71 rimane imbattuto in molti tipi di prestazioni.

Sin dal tardo Settecento, semplici palloni aerostatici furono usati per l'avvistamento aereo. Il primo impiego di aeroplani in guerra si ebbe durante la guerra italo-turca tra il 1911 ed il 1912, quando il Corpo aeronautico del Regio Esercito bombardò le posizioni turche di Ain Zara e durante la prima guerra balcanica nel 1912, quando il Distaccamento aeronautico bulgaro bombardò le posizioni turche ad Adrianopoli.
Da allora gli aerei militari, progettati per soddisfare requisiti tecnici sempre crescenti ed organizzati in apposite unità militari aeree per un loro razionale ed organico impiego, sono stati continuamente perfezionati. I costruttori aeronautici hanno gareggiato tra loro per ottenere i contratti di costruzione pagati dai governi per dotarsi di un arsenale aeronautico. Gli aeromobili proposti sono stati scelti nel tempo in base a mutevoli fattori quali costo, prestazioni e velocità di produzione.

#### L'industria aeronautica militare
Il mantenimento di una industria aeronautica è stato spesso considerato strategico dai paesi più industrializzati, e spesso l'acquisto di mezzi è stato anche un modo per sovvenzionare le aziende. Ciononostante i continui tagli ai bilanci del settore difesa hanno portato a progressivi ma continui accentramenti di aziende aeronautiche, che negli ultimi vent'anni si sono fuse con il settore aerospaziale. Questo è avvenuto anche nell'Unione Sovietica che ha però una struttura produttiva organizzata molto diversamente dalle sue controparti occidentali. In Occidente molte delle piccole aziende artigianali con linee produttive incentrate su un unico prodotto con eventuali derivati sono state assorbite da aziende più grandi, che sono cresciute fino a diventare dei poli industriali. Negli Stati Uniti un ruolo chiave lo svolgono i colossi Boeing - McDonnell Douglas e Lockheed Martin nel settore aerospaziale, mentre la Raytheon ha un ruolo chiave nel settore missilistico; negli elicotteri Sikorsky mantiene una posizione di assoluto rilievo, insieme alla già citata Boeing. In Francia la Aérospatiale ha assorbito quasi tutte le altre aziende del settore, tranne la Dassault Aviation, fino a consociarsi con la tedesca Messerschmitt-Bölkow-Blohm GmbH (MBB) per il consorzio Eurocopter, leader europeo nel settore degli elicotteri insieme alla AgustaWestland, che ha riunito la italiana Agusta e la britannica Westland Aircraft. Successivamente, la Aérospatiale è confluita nella EADS insieme alla tedesca DASA (che raccoglie l'eredità della Dornier-Werke GmbH) e alla spagnola Construcciones Aeronáuticas S.A. (CASA). La situazione russa è alquanto differente, in quanto la struttura sovietica prevedeva l'esistenza di diversi uffici di progettazione, denominati OKB (Опытное конструкторское бюро, ovvero Opytnoe konstructorskoe bjuro, Ufficio di progettazione sperimentale), che fornivano dei progetti in risposta alle specifiche emesse dallo stato maggiore e ne creavano i prototipi in piccole fabbriche specializzate. Successivamente l'industrializzazione veniva effettuata da fabbriche sempre di proprietà pubblica, sotto il controllo dell'ufficio di progettazione.

#### Tipi di aerei militari

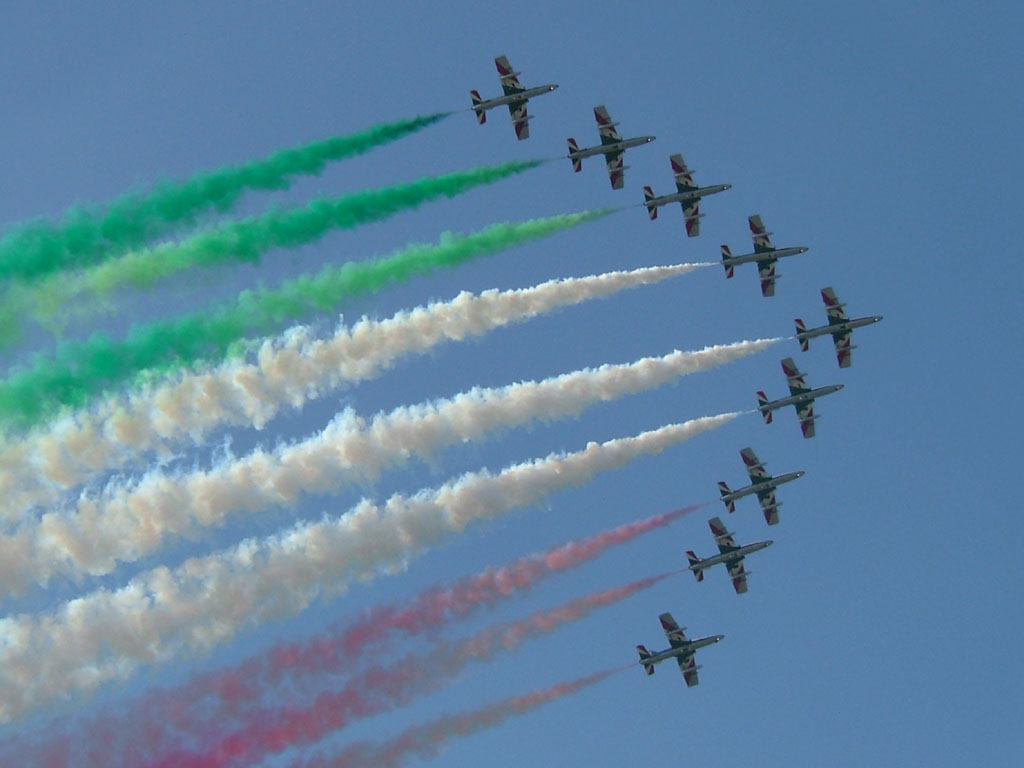
Una spettacolare immagine delle Frecce Tricolori durante un passaggio in una loro esibizione del 2005.

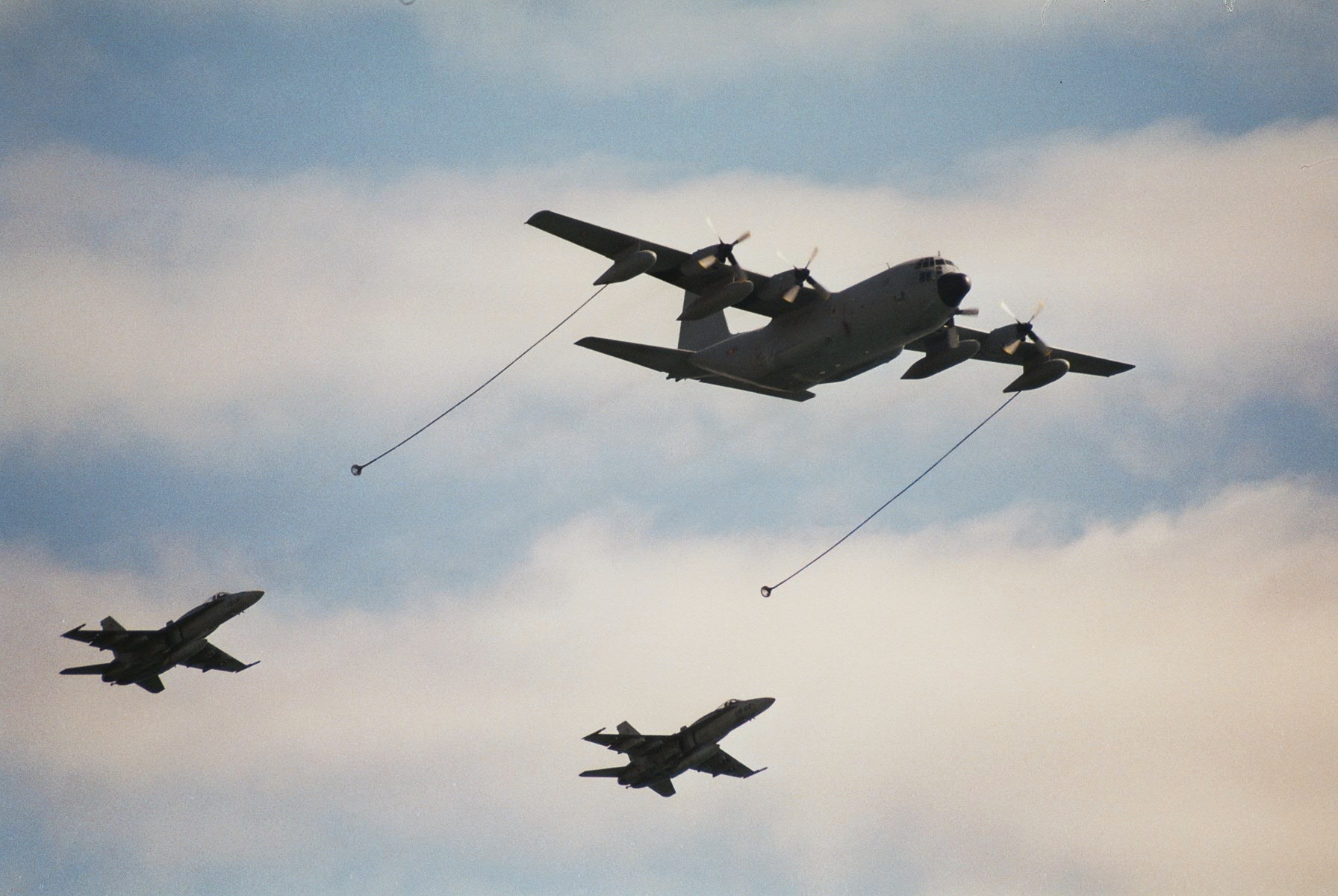
La grande versatilità del C-130 Hercules è testimoniata dalla sua versione Aerocisterna, qui in un velivolo dell'Ejército del Aire spagnolo in esercitazione insieme a due caccia F/A-18 Hornet

Esistono diverse possibili classificazioni dei mezzi aerei militari. Una delle più conosciute è quella adottata dall'U.S. Air Force statunitense e di seguito riportata:
- Aereo da caccia

la sua funzione primaria è quella di abbattere altri aeromobili (per es. Sopwith Camel, A6M Zero, F-15 Eagle, MiG-29, Su-27, F-22 Raptor). Alcuni tra i più moderni tra questi sono definiti caccia da superiorità aerea in quanto impiegati per contrastare altri aerei da caccia senza avere ruoli secondari. A causa delle contrazioni, sia di bilancio che di organico, a cui sono assoggettate le forze aeree di tutto il mondo, la filosofia costruttiva attuale è sempre più rivolta verso aerei multiruolo (Dassault Rafale o Eurofighter Typhoon), o verso l'adozione di capacità multiruolo di aerei nati esclusivamente per la superiorità aerea, attraverso aggiornamenti di avionica e sensori o contenitori esterni aggiuntivi, come per l'F-14 Tomcat prima del suo ritiro (che divenne un caccia-bombardiere).
Aereo da attacco al suolo
utilizzato a livello tattico contro obiettivi terrestri e come supporto alle azioni di terra (per es. Ju 87 Stuka, Il-2 Šturmovik, J-22 Orao, Sukhoi Su-25 e l'A-10).
- Bombardiere

generalmente utilizzato con il fine di distruggere obiettivi strategici tramite incursioni aeree. Inizialmente ideati come evoluzione dell'attacco al suolo e definiti bombardieri tattici, questi hanno avuto un ruolo predominante nella prima parte della seconda guerra mondiale come supporto alla Blitzkrieg, con i Junkers Ju 88 ed i Messerschmitt Bf 110, per poi essere superati dai grandi bombardieri strategici quadrimotori alleati come l'Avro Lancaster ed il Boeing B-17 Flying Fortress. Ripercorrendo la storia, altri esempi sono stati il dirigibile Zeppelin, B-29 Superfortress, Tupolev Tu-22, Dassault Mirage IV e il B-52 Stratofortress, per finire ai contemporanei Tupolev Tu-160 Blackjack, sovietico, Rockwell B-1B Lancer e Northrop Grumman B-2 Spirit, statunitensi.
- Aereo da trasporto

aereo utilizzato per lo spostamento veloce in un teatro bellico di personale, materiali e mezzi, normalmente privilegiando la capacità di carico, altri, di dimensioni inferiori, potendo contare sulle caratteristiche STOL per operare su piste improvvisate. Questi ultimi sono quasi del tutto sostituiti da elicotteri che operano nello stesso ruolo. Alcuni esempi di aerei da trasporto tattico sono gli statunitensi C-17 Globemaster, il C-130 Hercules ed il sovietico/russo Antonov An-124.
- Aereo da ricognizione

impiegato per la ricognizione, ovvero per acquisire informazioni sulla collocazione e sulle dimensioni delle unità e delle installazioni belliche nemiche. Normalmente non armati, si sono evoluti sfruttando la maggiore velocità e la capacità di operare a quote elevate, dotandosi di apparecchiature fotografiche sempre più sofisticate (per es. Rumpler Taube, de Havilland Mosquito, U-2 e MiG-25R).
- Aereo da addestramento

destinato a formare i nuovi piloti durante le varie fasi del loro addestramento operativo, e che si differenziano in base alla difficoltà di approccio in addestratori basici ed avanzati, generalmente i primi ad elica, validi per conoscere le basi della tecnica del volo, i secondi con propulsione a getto ed integranti l'avionica dei velivoli da combattimento. In Italia, tra gli addestratori a getto, sicuramente il più celebre è l'Aermacchi MB-339, che equipaggia anche la Pattuglia Acrobatica Nazionale italiana Frecce Tricolori. Altri aerei noti sono il britannico BAe Hawk, lo statunitense T-2 Buckeye (non più in uso) ed il cecoslovacco Aero L-39 Albatros, oltre al giapponese Mitsubishi T-2, un addestratore avanzato da cui è stato derivato il caccia F-1 Raven. Tra gli addestratori basici a turboelica, con i quali sono stati formati generazioni di piloti, i più noti sono lo svizzero Pilatus PC-9, l'italiano SIAI-Marchetti SF-260 ed il più recente Embraer EMB-312 Tucano, di produzione brasiliana ma prodotto su licenza anche dalla britannica Short Brothers plc.. Spesso per gli addestratori viene creata, a partire dalla versione base, una versione da attacco leggero, come ad esempio, per gli Aermacchi MB-326, del quale venne creata la versione K, e del MB-339, che ha partecipato anche alla guerra delle Falkland potendo operare da piste semipreparate; anche del MB-339 è stata preparata una versione K, ma senza seguito. Il britannico BAe Hawk è stato anche dotato di missili aria-aria, che lo mettono in condizione di operare per la difesa di punto, a testimonianza della versatilità di questi aviogetti da addestramento.
- Aereo per la guerra elettronica

sono velivoli che montano apparecchiature per disturbare od ingannare le strumentazioni elettroniche nemiche (per es. McDonnell Douglas EA-18G Growler, Panavia Tornado ECM ed Alenia G.222VS).
- Aerocisterna

i primi esperimenti per il rifornimento in volo risalgono agli anni venti con metodi empirici utilizzando un aereo come cisterna volante che, collocandosi sopra l'aereo da rifornire, per mezzo di un semplicissimo tubo in gomma faceva travasare il combustibile da un velivolo all'altro. Esempi di questo genere sono documentati in filmati dell'epoca e mostrati nei cinegiornali come temerarietà affini al volo acrobatico. In tempi più recenti l'esigenza di sopperire alla sempre più necessaria autonomia dei velivoli da combattimento vennero ideate apparecchiature con le quali attrezzare dei velivoli, di derivazione da trasporto, appositamente costruiti dotandoli di capienti serbatoi di servizio e collegamenti flessibili, al cui apice vengono dotati di appendici aerodinamiche che servono a stabilizzarli in volo. I velivoli che possono essere riforniti in volo incorporano una sonda che si aggancia, con una appropriata manovra di avvicinamento, con il dispositivo trainato dall'aerocisterna. Normalmente questa tipologia di velivolo è di grande dimensioni, come gli statunitensi McDonnell Douglas KC-10 Extender e Boeing KC-135 Stratotanker ed il sovietico/russo Ilyushin Il-78 Midas, ma esistono conversioni di velivoli di proporzioni più modeste come una versione del Lockheed C-130.
Laser aviotrasportato
(come il Boeing YAL-1 o il Beriev A-60, utilizzati però solo a scopo sperimentale).
- Aereo da osservazione

ideato inizialmente per essere utilizzato come supporto per l'artiglieria, comunicando in volo i risultati e le eventuali correzioni di tiro, questa tipologia di aeroplano è utilizzata come supporto visivo alle truppe di terra (per es. OC-135B Open Skies, Hawker Siddeley Andover CMk 1, XS 596)
- Aereo da pattugliamento marittimo

sono velivoli con il compito specifico di ricognizione ed osservazione delle coste e delle acque (per es. Lockheed P-3 Orion, Breguet BR.1150 Atlantic e Tupolev Tu-142).
Aereo multiruolo (o "utility").

#### Altri aeromobili

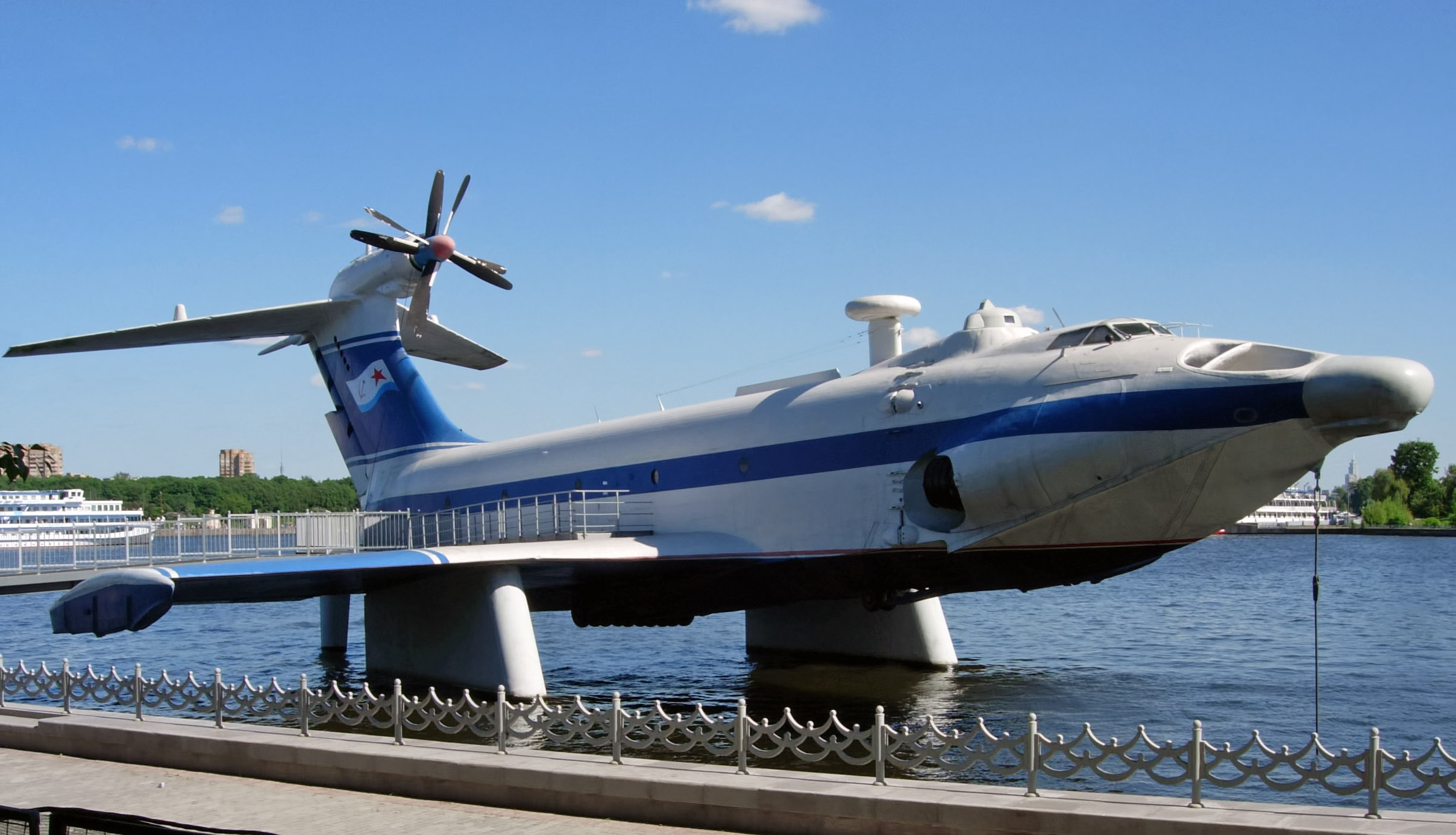
Un ekranoplano Alekseev A-90 Orlyonok esposto sulla Moscova

Le aeronautiche militari hanno utilizzato e utilizzano anche aeromobili diversi dai velivoli. Dopo il declino dei dirigibili, il principale esempio moderno di mezzo aereo militare diverso dagli aerei è l'elicottero, utilizzato diffusamente per supporto tattico, trasporto ed emergenze sanitarie.
Altro mezzo atipico, ma funzionale, è stato l'ekranoplano, mezzo che utilizza l'effetto suolo per il sostentamento, sviluppato dall'Unione Sovietica in alcuni esemplari, ma che non ha avuto ulteriori sviluppi.

## La gestione del traffico aereo

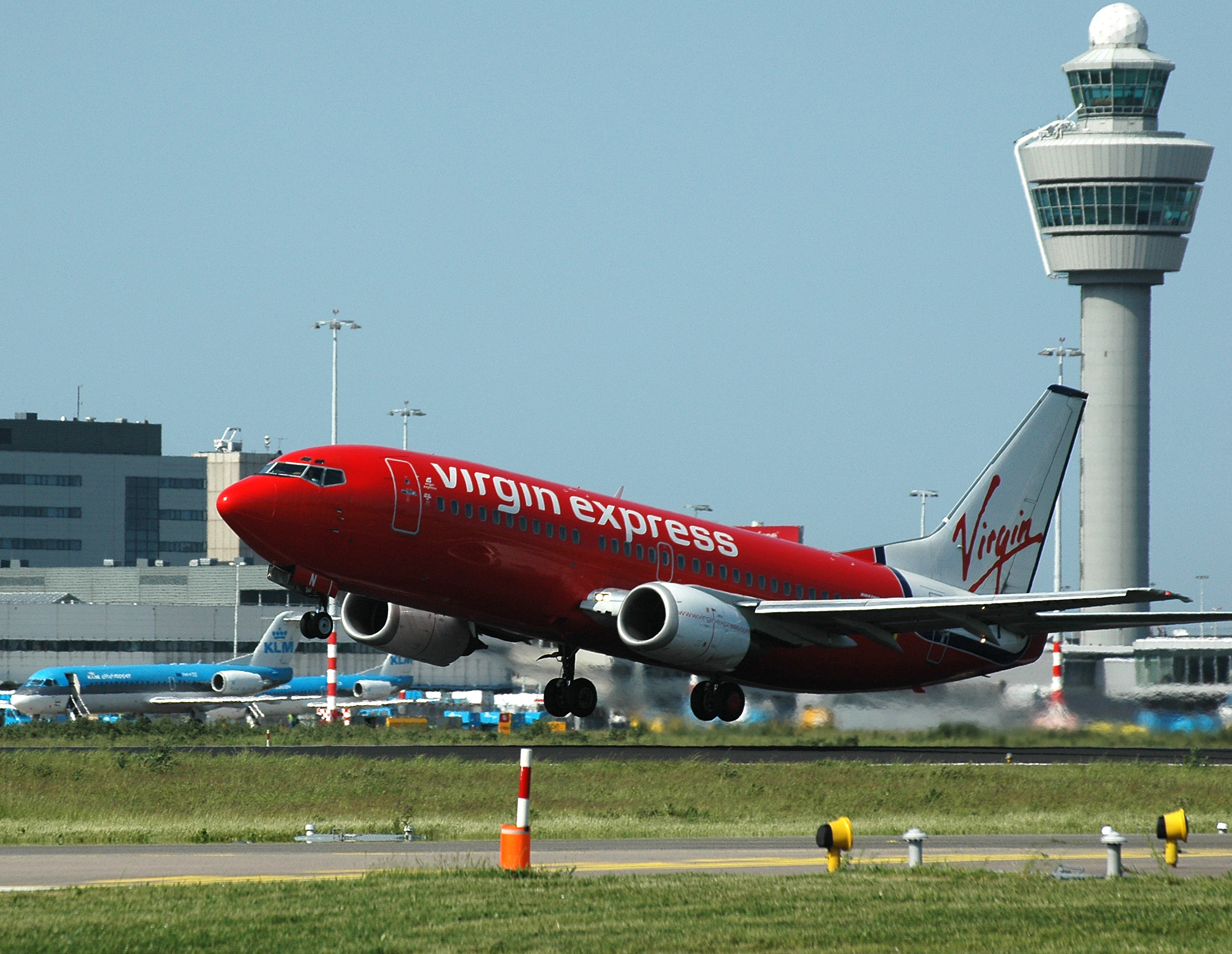
Un Boeing 737 della Virgin decolla dall'aeroporto di Schipol (Amsterdam)

Gli spostamenti degli aeromobili sono regolamentati dal servizio di controllo del traffico aereo, che deve prevenire le collisioni tra aeromobili e tra aeromobili ed ostruzioni sulle aree di manovra degli aeroporti, ed accelerare e mantenere ordinato il flusso del traffico aereo. In generale, ogni paese ha il suo gestore nazionale del controllo traffico, in Italia rappresentato dall'ENAV, che in armonia con le normative internazionali dettate dall'ICAO, ne cura l'applicazione ed effettua una funzione di vigilanza sui mezzi aerei che transitano nello spazio aereo di sua competenza. Per l'identificazione, gli enti di controllo si avvalgono di radar e del sistema IFF installato sia sui mezzi commerciali che su quelli militari. Gli aeromobili si avvalgono anche di sistemi di navigazione strumentale come il LORAN e il Decca, basati sui segnali trasmessi da stazioni a terra, e in tempi più recenti, sei sistemi di posizionamento satellitare (GPS e prossimamente Galileo)

## La ricerca

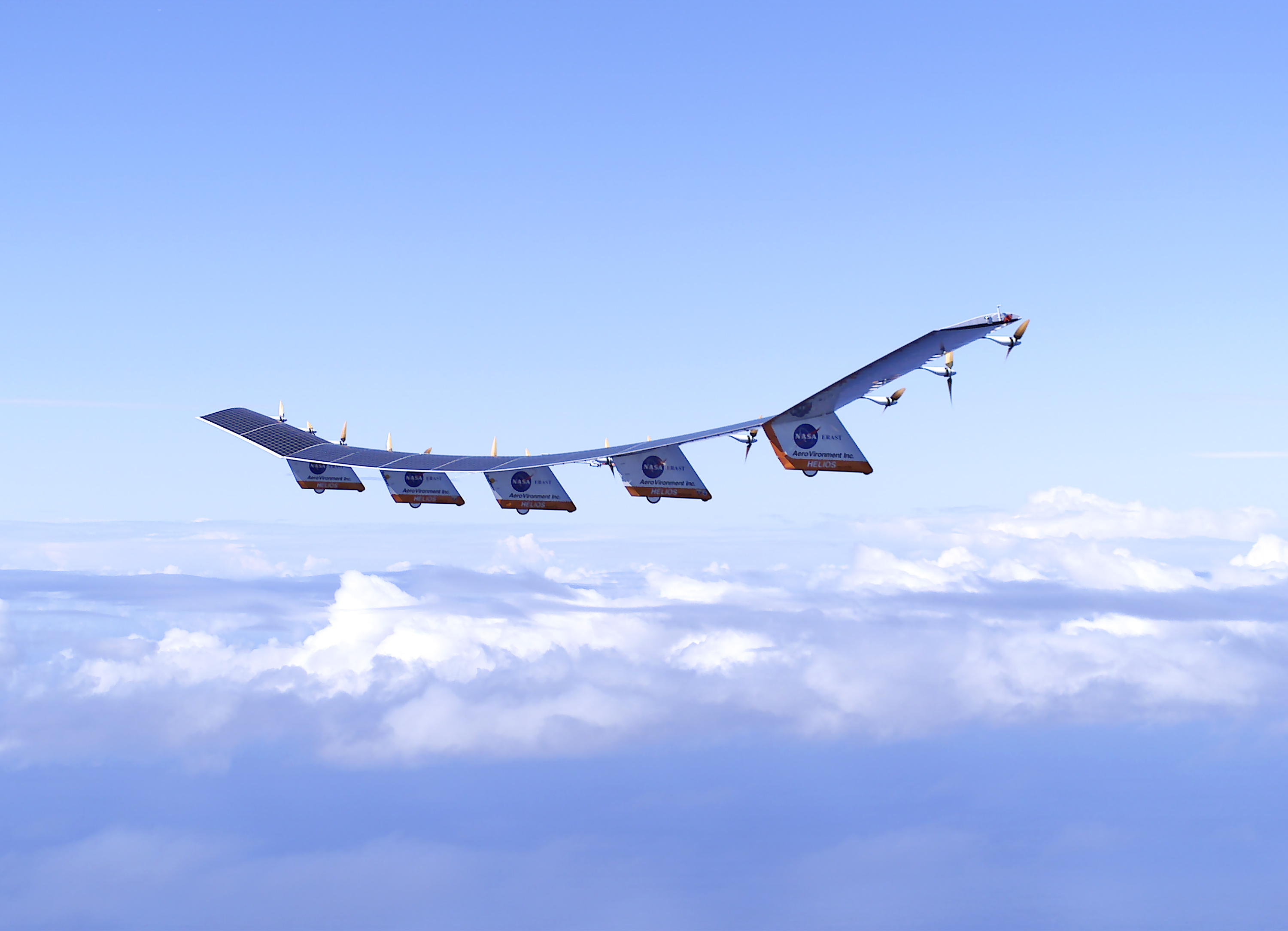
Helios in volo a 10000 piedi nel cielo delle Hawaii nel 2001.

La ricerca di nuovi materiali e tecnologie nel campo aeronautico è incessante e continua. Molte evoluzioni nate per l'aviazione sono poi state trasferite ad altri campi della tecnica, come le leghe speciali nate per contenere il peso dei velivoli o l'elettronica di controllo; ad esempio, l'antiskid, antesignano dell'ABS, era usato sui velivoli da combattimento per richiamare l'attenzione del pilota in caso di slittamento su piste bagnate o viscide in generale e gestire la frenata in modo più o meno servoassistito.
Ora la ricerca sta puntando decisamente su tecnologie meno inquinanti e che permettano di avere un miglior rapporto tra costi ambientali e facilità di movimento, oppure su veicoli sperimentali con emissioni zero. Un esempio è l'aereo ad energia solare Helios sviluppato dalla NASA, oppure il Solar Challenger, aereo sperimentale che nel 1981 attraversò la Manica. Recentemente la compagnia francese Airbus ha sviluppato un aereo alimentato completamente con energia elettrica chiamato E-Fan, presentato al pubblico nel 2014.
Un'altra linea di ricerca è quella che punta su velivoli per il volo suborbitale, per scopi turistici o collegamenti intercontinentali.

## Gli aeromobili spaziali

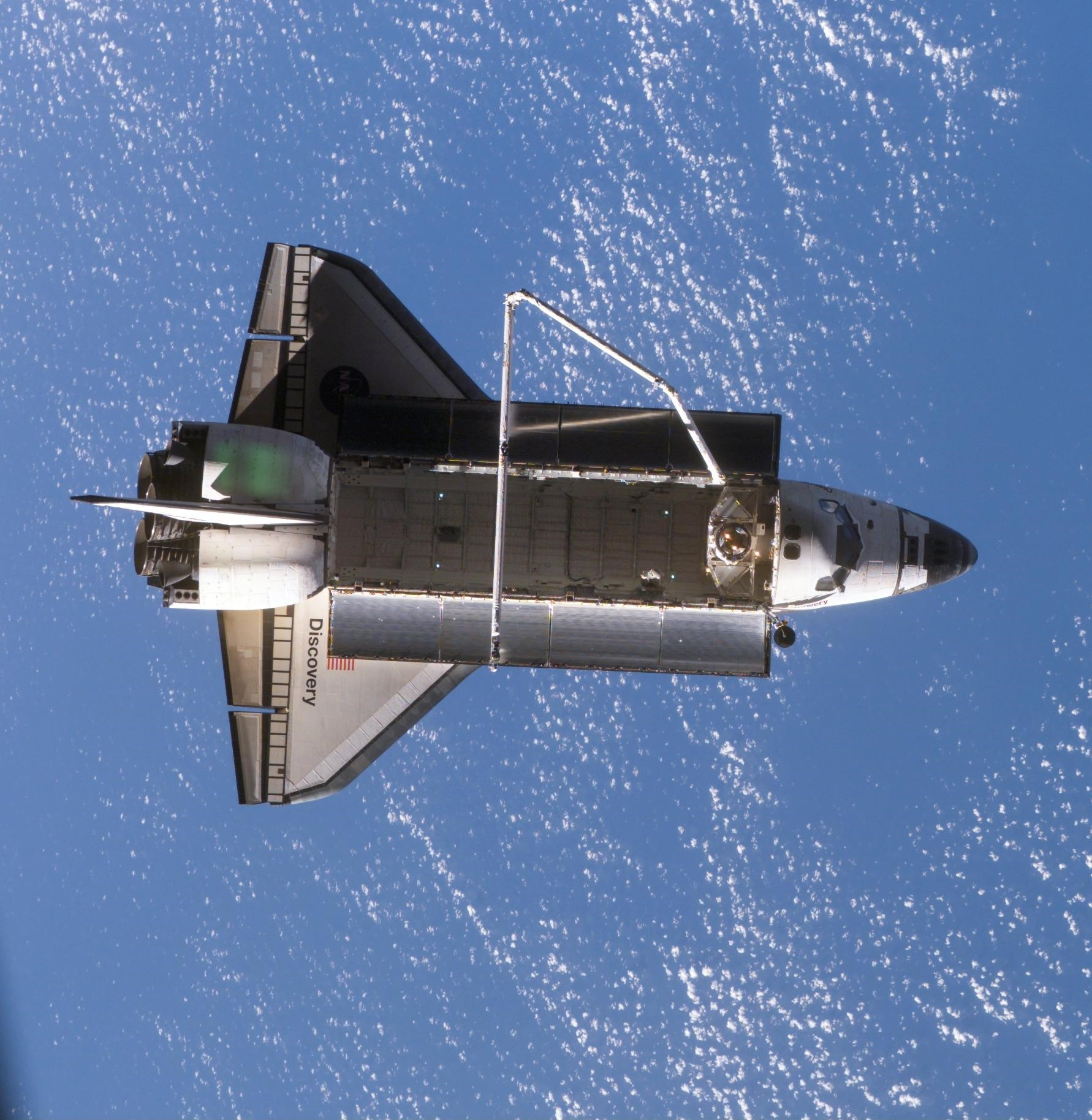
Una immagine dello STS Discovery in orbita con il vano di carico aperto ed il braccio meccanico operante

I primi veicoli spaziali potevano essere considerati aerodine a sostentazione mista, in quanto propulsi con un razzo vettore, e tuttora molti carichi vengono lanciati in orbita tramite missili, con costi elevati in quanto tutto il lanciatore è a perdere. Per contenere i costi e migliorare l'operatività, si è cercato però di realizzare delle aerodine a sostentazione aerodinamica, che decollassero come missili ed atterrassero come alianti. In effetti l'unico veicolo di questo tipo effettivamente costruito è stato lo statunitense Space Shuttle, denominato ufficialmente STS (Space Transportation System). L'intero programma, basato inizialmente su quattro navette, ha visto poi la costruzione di una quinta navetta (l'Endeavour) a seguito della distruzione del Challenger nel 1986, terminerà nel 2011 per una combinazione di costi elevati e sicurezza precaria.

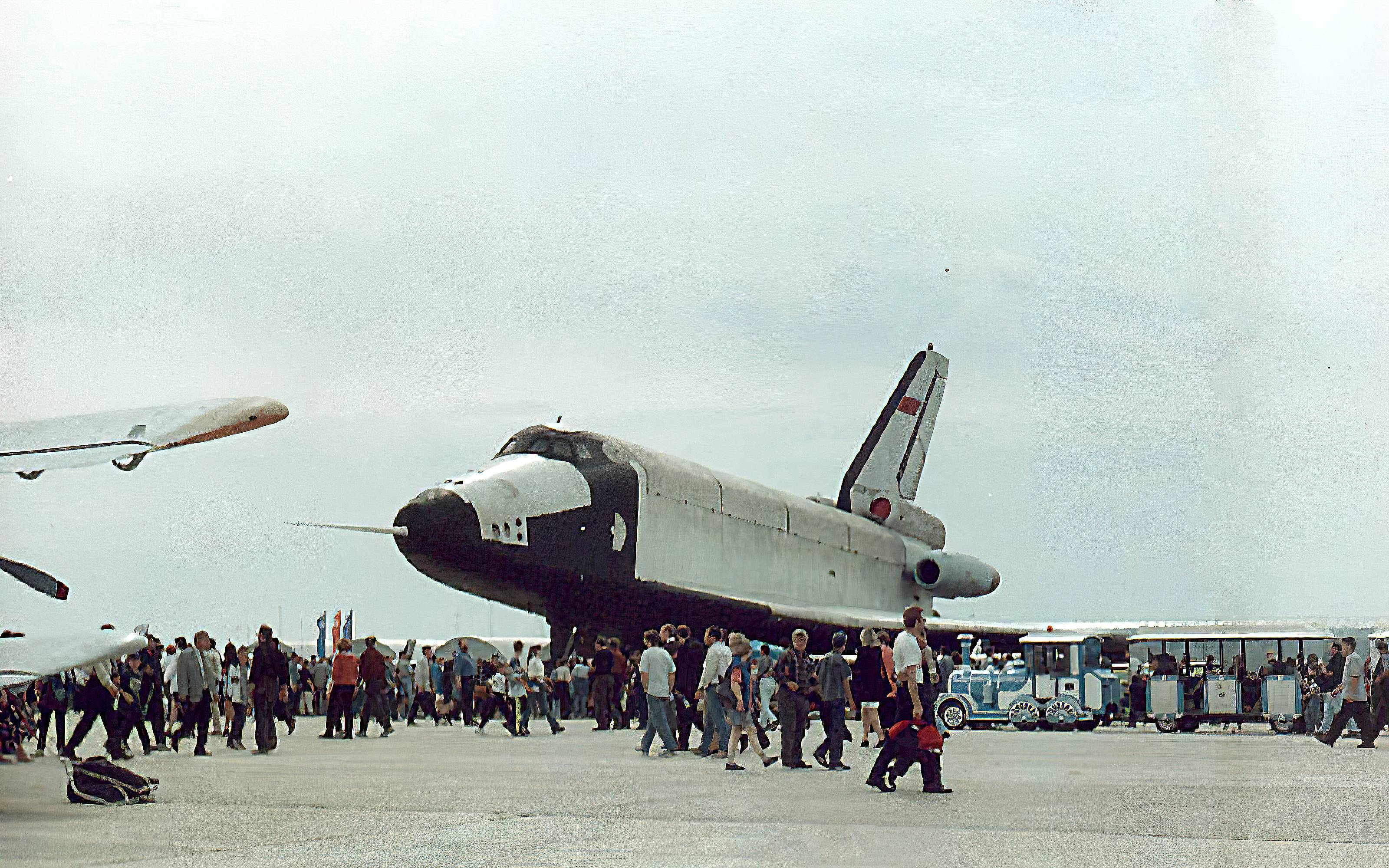
L'unico esemplare della navetta Buran esposto al pubblico prima della sua distruzione dovuta al crollo dell'hangar dove era ricoverato.

Ma la NASA non è stata l'unica agenzia a progettare una soluzione di questo tipo; anche l'Agenzia Spaziale Europea (ESA) aveva in valutazione una navetta, sebbene inferiore come prestazioni e senza portelli di carico, da abbinare al lanciatore Ariane 5, denominata Hermes. Il programma fu poi interrotto nella seconda metà degli anni novanta con la costruzione della Stazione spaziale internazionale (ISS, International Space Station), che permise all'Agenzia Spaziale Europea ed all'Agenzia Spaziale Russa (ufficialmente Российское авиационно-космическое агентство, Agenzia Russa per l'aviazione e lo spazio) di fruire dello Space Shuttle per il trasporto dei carichi in orbita. Inoltre l'allora Unione Sovietica costruì il Buran, molto simile allo Shuttle, che effettuò un unico volo di prova senza equipaggio, effettuando un atterraggio automatico il 15 novembre 1988.
Con la dismissione degli Shuttle, sono stati studiati vari prototipi di spazioplani riutilizzabili, dall'europeo Hopper al russo Kliper, il cui sviluppo è però stato cancellato. È in fase di costruzione il Dream Chaser, uno spazioplano per il trasporto da e per la ISS. Il lancio della versione cargo è previsto per il 2024.

## L'aviazione nell'arte
Con l'apporto dell'aviazione militare nello svolgimento della prima guerra mondiale, in Italia si sviluppa l'aeropittura, una declinazione pittorica del futurismo, movimento culturale fondato da Filippo Tommaso Marinetti, e che era mirato alla mitizzazione della macchina e della modernità, nello specifico, l'entusiasmo per il volo, il dinamismo e la velocità aerea. Durante il ventennio fascista molti furono gli apporti artistici che abbinavano l'espressività artistica di pittori come Giacomo Balla, Gerardo Dottori, Enrico Prampolini, con le pubblicità con finalità commerciali legate alle maggiori aziende aeronautiche del periodo, metodo anche per glorificare le imprese aeronautiche del regime. Per suggellare la connessione tra l'arte e l'aviazione alcune delle loro opere sono conservate al Museo dell'aeronautica Gianni Caproni di Trento ed al Museo storico dell'Aeronautica Militare di Vigna di Valle, sul Lago di Bracciano, in provincia di Roma.
C'è un tipo d'Arte nominato "Mail Art". La sua caratteristica è l'uso del "Trasporto Aereo" come canale per la creazione di un "feed-back"; il risultato: uno scambio tra l'autore dell'opera artistica e il destinatario dell'opera. Questo "Mail Art" è un'esperienza concettuale venuta dell'arte contemporaneo, il suo principio o guida è ispirato nello spirito del gruppo Fluxus, nell'anno 1962 ideato da Ray Johnson. Fluxus rappresentava un movimento artistico internazionale che sviluppava azioni corporee, interventi e creazioni non convenzionali nell'Arte, e il Mail art possedeva il senso dello spirito Neo-Dada: una "Arte non convenzionale" lontano all'atmosfera chiusa dei musei e gallerie (élite). La caratteristica essenziale del "Mail Art" nell'Arte contemporaneo è "totale assenza di selezione, giuria o vendita di opere", smettendo il carattere "commerciale" e di mercato". Oggi, i "Mailartisti" espongono le loro opere sulla base delle chiamate gratuite (convocazioni) in qualsiasi parte del mondo (attraverso del Trasporto Aereo). La Mostra espositiva rimarrà rassegnata in rete, cataloghi con foto e testi dell'evento. Nell'anno 2012 questo "Mail Art" aveva 50 anni di vita, ed a settembre 2012 è fatta la "Fiera Internazionale dell'Aviazione Civile" a Caracas; in questo anno l'Aviazione Civile venezuelana si trovava con l'Omaggio al suo Centenario. Questo Centenario dell'Aviazione Civile del Venezuela" emerge l'iniziativa di convocazione per la Mostra espositiva: "Mail Art: 100 Anni dell'Aviazione Civile del Venezuela". Organizzano questa Mostra il gruppo italo-venezuelano " Esserci senza esserci" (_guroga & Enzo Correnti). Questi curatori hanno ricevuto opere di  138 mailartisti del mondo, di cui 23 artisti sono stati  artisti disabili dell'Uruguay. Dall'anno 2013 la Mostra espositiva si trova  permanente  nel piano 3 dell'Istituto Nazionale di Aeronautica Civile del Venezuela (INAC), a Caracas (Venezuela).

## L'aviazione nella filatelia

Il Trittico della Crociera Nord-Atlantica

Uno dei primi utilizzi a scopo commerciale dell'aviazione è stato il trasporto di materiale ma la velocità sempre crescente del mezzo aereo inaugurò un servizio rapido di recapito denominato posta aerea. Se inizialmente l'autonomia non permetteva la consegna di lettere e pacchi a grandi distanza, con l'avanzare della tecnologia l'importanza della posta aerea crebbe per poter recapitare la posta oltremare ed oltreoceano con maggior velocità di quanto si facesse tramite i collegamenti navali. L'esigenza era tale che vennero progettati velivoli appositamente per questo scopo, gli aerei postali. In Italia questa esigenza era particolarmente sentita per poter tenersi in contatto con i propri familiari emigrati nel Nord America ed America Latina. Per sopperire al maggior costo necessario per la consegna e come compenso per il migliore servizio reso vennero emesse delle serie di francobolli appositamente realizzati per questo servizio; in Italia, tra i più celebri ed in assoluto quello con la quotazione più elevata è il Trittico della Crociera Nord-Atlantica con la soprastampa "volo di ritorno",. Con l'avvento di internet e della posta elettronica l'esigenza venne rapidamente scemando ma la tematica è ancora tra quelle più popolari tra i collezionisti. In Italia il collezionismo di oggetti trasportati tramite la posta aerea prende nome di "aerofilia" ed è relativamente recente. In altri paesi europei come: Francia, Inghilterra, Svizzera, Germania e negli U.S.A. ha una storia più consolidata. La più antica associazione di aerofilatelia è l'American Air Mail Society; già attiva dal 1923 e con soci in tutto il mondo. La prima associazione di aerofilia italiana è nata nel 1958 a Milano con il nome di AIDA (Associazione Italiana Di Aerofilia).

## Impatto ambientale

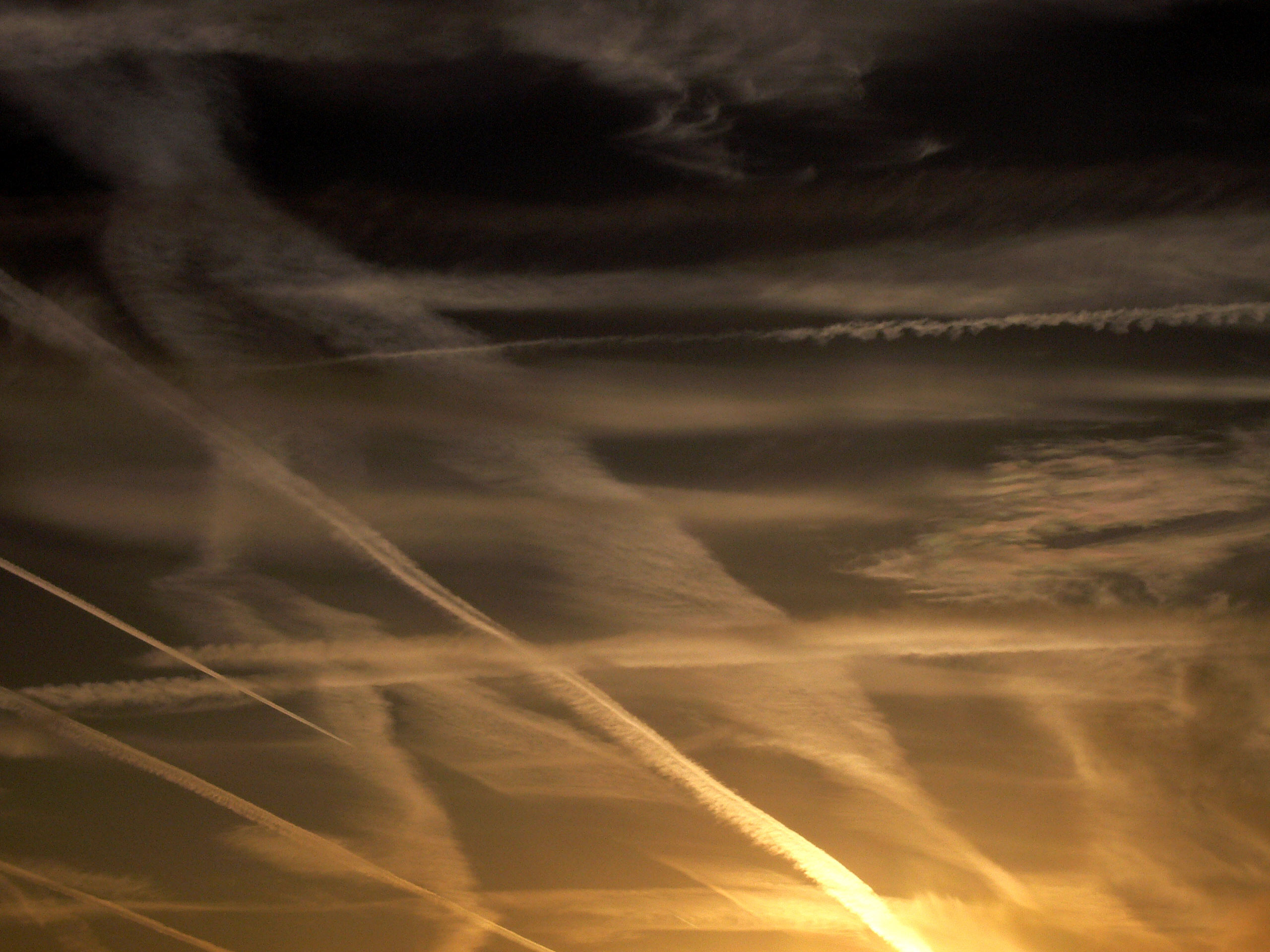
Scie di condensazione ad alta quota create dagli scarichi degli aerei di linea. Questo tipo di fenomeni può contribuire alla formazione di nuvole del tipo cirri.

Come tutte le attività che coinvolgono la combustione, l'attività degli aeromobili a motore (dagli aerei di linea fino ai palloni ad aria calda) rilascia gas serra come il diossido di carbonio (CO2), particolato e altre sostanze inquinanti nell'atmosfera. Inoltre, l'aviazione ha impatti ambientali specifici:
- Gli aerei che operano ad alta quota vicino alla tropopausa (principalmente i grandi aerei di linea) rilasciano scarichi dai motori che diventano un aerosol che assume la forma di scia di condensazione e che può portare all'aumento nuvole del tipo cirri. Si stima che la copertura nuvolosa dovuta a queste formazioni è aumentata fino allo 0.2% dalla nascita dell'aviazione.[47]
- Gli aerei in volo vicino alla tropopausa possono rilasciare anche composti chimici che interagiscono con i gas serra già presenti a quelle altitudini, particolarmente ossidi di azoto, in grado di combinarsi con l'ozono, alterando i valori naturali di concentrazione.[46][48][49]
- La maggior parte degli aerei con motore a pistoni utilizza come combustibile l'avgas, una benzina che contiene piombo tetraetile (TEL), una sostanza estremamente tossica che può provocare la contaminazione del suolo degli aeroporti.[46] Di recente sono stati proposti sul mercato aerei con motori Diesel[50] o a benzina con rapporto di compressione più basso e quindi in grado di utilizzare benzine senza piombo come quelle delle automobili, ma il processo di rinnovamento è molto più indietro rispetto a quello che è stato effettuato per l'autotrazione.[46]